# Hann. Münden

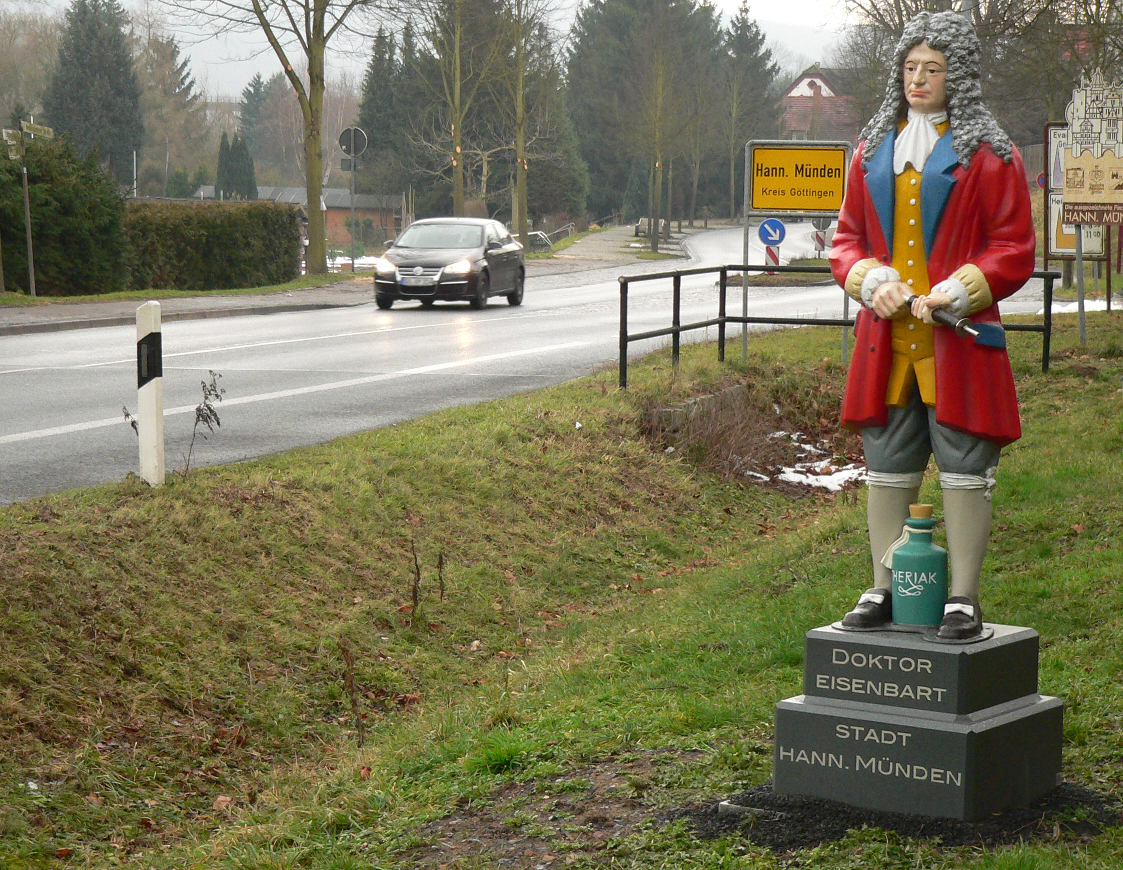
„Doktor Eisenbarth“-Figur am Ortseingang

Hann. Münden (Abkürzung von Hannoversch Münden) ist eine Mittelstadt und selbständige Gemeinde im Landkreis Göttingen, Südniedersachsen, an der Grenze zu Hessen sowie unweit von Thüringen. Die Kernstadt ist ein staatlich anerkannter Erholungsort.
Die Stadt befindet sich am Zusammenfluss von Werra und Fulda zur Weser, weshalb sie auch „Drei-Flüsse-Stadt“ genannt wird. Bekannt ist die Stadt außerdem durch die Grabstätte des deutschen Handwerkschirurgen und Starstechers Johann Andreas Eisenbarth („Doktor Eisenbarth“), der starb, als er in Münden Station machte. Von der Lage der Stadt im Weserdurchbruchstal soll auch Alexander von Humboldt angetan gewesen sein. Über das oft verwendete Humboldt-Zitat, Münden sei „eine der sieben schönst gelegenen Städte der Welt“, gibt es allerdings keine schriftlichen Aufzeichnungen.

## Namensgebung
Die Stadt heißt laut Hauptsatzung Hann. Münden. Dies wurde 2006 letztmals festgeschrieben, und die Stadt wird auch beim Statistischen Bundesamt mit diesem Namen geführt.
Der ursprüngliche Name der Stadt (Münden) führte häufig zu Verwechslungen mit dem ähnlich klingenden Minden, das ebenfalls an der Weser liegt und von der Handelsschifffahrt aufgesucht wurde. Deshalb wurde dem Stadtnamen die Bezeichnung Hannoversch oder Hannöversch vorangesetzt, der darauf Bezug nimmt, dass sie zu dem 1692 entstandenen Kurfürstentum und späteren (1814) Königreich Hannover gehörte. Dessen Annexion durch Preußen 1866 (Provinz Hannover) und die Bildung des Landes Niedersachsen 1946 ließen den Stadtnamen unverändert. Johann Wolfgang von Goethe und die Brüder Grimm schrieben meist Minden, manchmal mit dem Zusatz Hannöverisch. Die Benennung als Hannoversch Münden (auch: Hannöverisch Münden) erfolgte analog zu Preußisch Minden bzw. Minden in Westfalen oder auch Minden/Westfalen.

Aber auch der im hessischen Landkreis Waldeck-Frankenberg liegende Ortsteil Münden der Stadt Lichtenfels gehört zu den Orten, die zu Verwechslungen führten bzw. führen.
Die Stadt trug bis zum 1. Oktober 1955 amtlich den Doppelnamen Münden (Hann. Münden), danach bis 31. Dezember 1990 Münden. Seit 1. Januar 1991 führt sie aufgrund eines Ratsbeschlusses die amtliche Bezeichnung Hann. Münden. Die Einheimischen selbst nennen sich weiterhin Mündener.
Im mündlichen Sprachgebrauch wird von offiziellen Vertretern der Stadt sowohl Hann. Münden (also ohne oversch) als auch Hannoversch Münden verwendet. Überregionale Radio- und Fernsehsender bevorzugen Hannoversch Münden, während in regionalen Sendern von Hann. Münden gesprochen wird.

## Geographie

### Lage

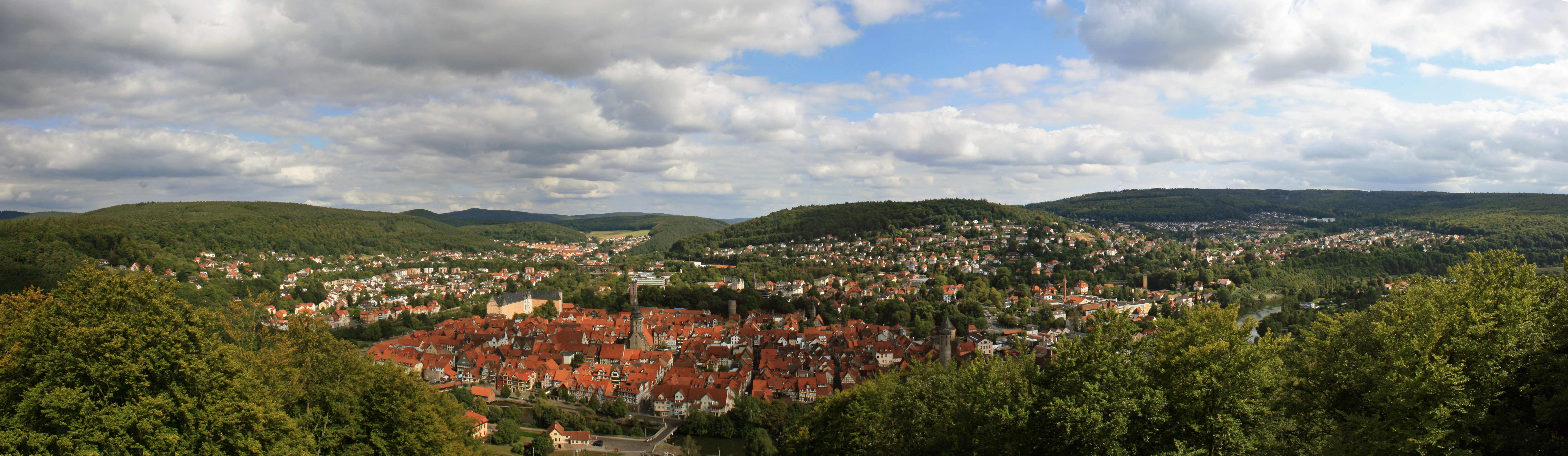
Hann. Münden, Blick von der Tillyschanze auf die Kernstadt

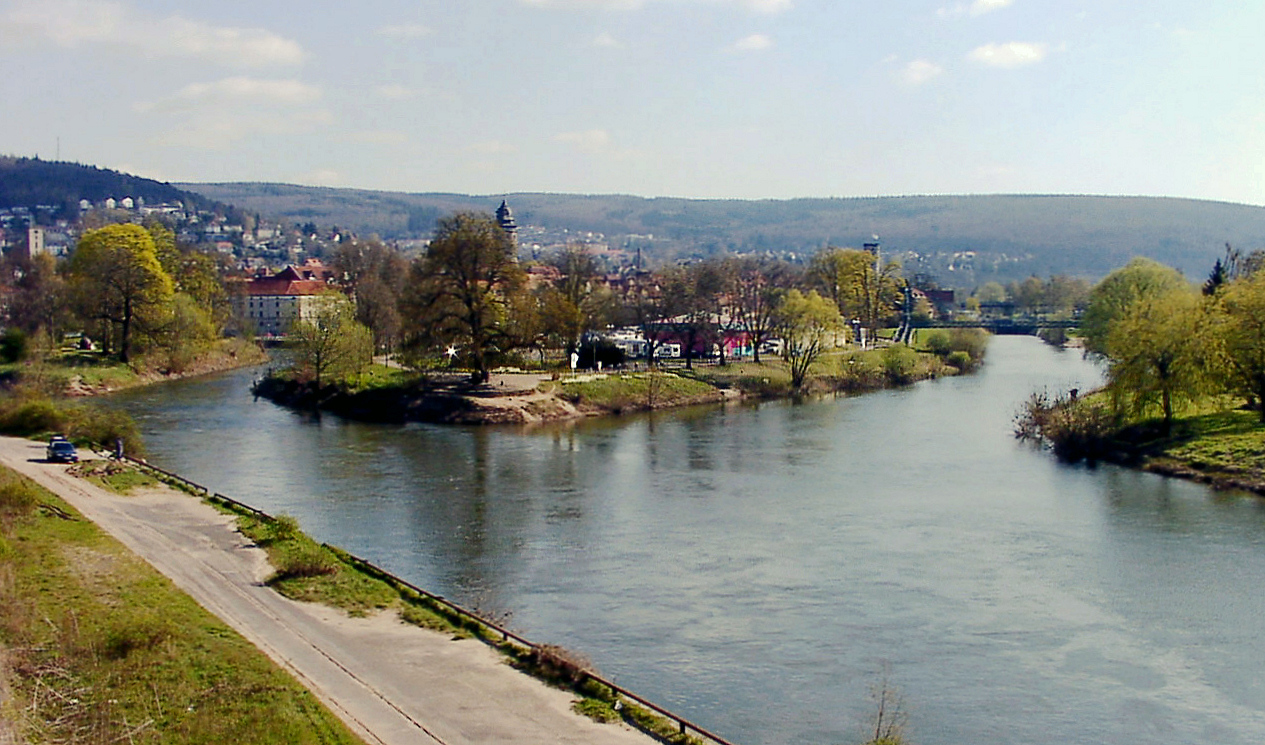
Zusammenfluss von Werra (links) und Fulda (rechts) zur Weser (vorn)

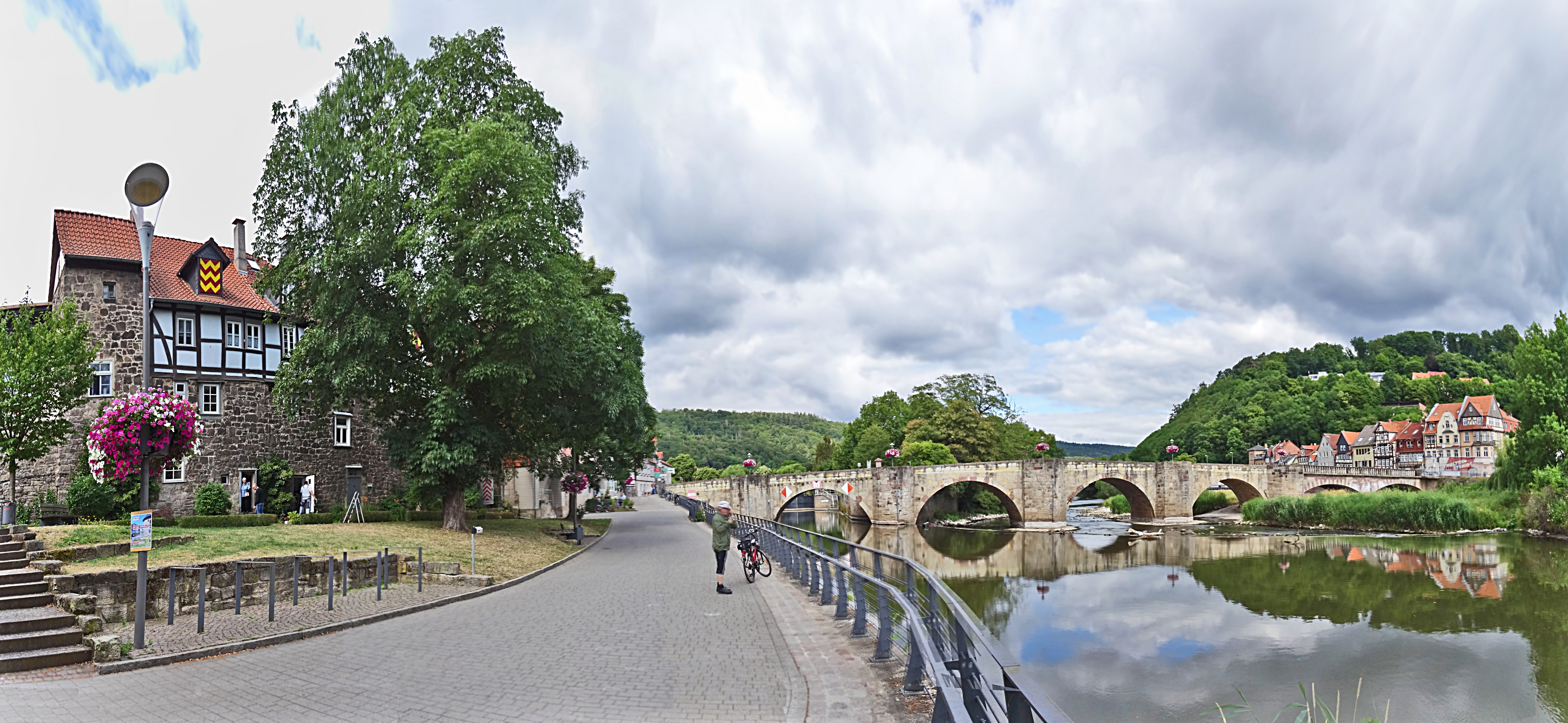
Alte Werrabrücke und Dielengraben

Hann. Münden ist die südlichste Stadt Niedersachsens. Sie liegt in einem Talkessel am Zusammenfluss von Fulda und Werra zur Weser, der am Tanzwerder durch den Weserstein markiert ist. Sowohl ihre westliche wie auch Teile der nördlichen und auch östlichen Gemeindegrenze fallen mit der Landesgrenze nach Hessen zusammen. Die politische Gemeinde liegt mit ihrer Kernstadt und den eingemeindeten Ortschaften im Grund und an den Hängen der drei Flusstäler; einzige Ausnahme ist der nordöstliche Ortsteil Mielenhausen. Der Mündener Talkessel war im Mittelalter ein kommerzieller und politischer Knotenpunkt, an dem das Territorium der Welfen an die Gebiete von Westfalen und Hessen-Thüringen angrenzte.
Das Stadtzentrum mit der historischen Altstadt befindet sich im äußersten Winkel des Mündungsdreiecks von Werra und Fulda in die Weser. Sie liegt 23 km südwestlich der Kreisstadt Göttingen und 20 km nordöstlich der nordhessischen Stadt Kassel. Raumordnungspolitisch gehört die Stadt zur Metropolregion Hannover-Braunschweig-Göttingen-Wolfsburg.
Die Stadt liegt an den Nahtlinien von Kaufunger Wald (bis 643,4 m) mit dem Kleinen Steinberg (541,9 m) im Süden, Reinhardswald (bis 472,2 m) mit dem Gahrenberg (472,1 m) im Westen und Bramwald (bis 408,1 m) mit dem Blümer Berg (320,4 m) im Norden, deren Gebirgsrücken in den Mündener Talkessel nasenartig hervorspringen. Der erstgenannte Mittelgebirgszug wird dem Norden des Osthessischen Berglands zugeordnet und die zwei letztgenannten Gebirgszüge dem Weserbergland. Im Kaufunger Wald und Bramwald liegen Teile des Naturparks Münden.
In die landschaftsprägenden Flüsse münden der aus dem Kaufunger Wald kommende Eselsbach beim Floßplatz in die Fulda, der Ilksbach beim Letzten Heller in die Werra, die aus dem Bramwald kommenden Gewässer Schede (gegenüber von Hilwartshausen) und Nieme (bei Bursfelde) in die Weser.
Geografische Daten der Stadt Hann. Münden – sortiert nach Höhen in Meter (m) über Normalhöhennull (NHN):
- Höchster Punkt: Kleiner Steinberg (541,9 m)[10]
- Höchste Wohnbebauung: Am Schäferhof (275 m)[10]
- Stadtzentrum: St.-Blasius-Kirche (123 m)[11]
- Tiefster Punkt: Schiffsanlegestelle Bursfelde (110 m)[11]

### Stadtgliederung
Seit der kommunalen Gebietsreform 1973 setzt sich die Stadt Hann. Münden aus der Kernstadt und insgesamt zehn Ortsteilen zusammen.
- Kernstadt: Altmünden, Hermannshagen, Innenstadt, Neumünden, Kattenbühl, Blume.
- Ortsteile: Bonaforth, Gimte (mit Hilwartshausen), Hedemünden, Hemeln (mit Bursfelde und Glashütte), Laubach, Lippoldshausen, Mielenhausen, Oberode, Volkmarshausen, Wiershausen.

Die „Stadtbereiche“ der Kernstadt sind bei der Ausdehnung der Stadt über die Stadtmauer der historischen Altstadt hinaus nach Plänen des Magistrats im 19. Jahrhundert entstanden, ohne ausdrücklich als Stadtteile gewidmet worden zu sein (siehe § 40 NGO). Nach weiterer Entwicklung der Stadt im 20. Jahrhundert decken sie heute mit ihren ursprünglichen Grenzen nicht mehr alle bebauten Flächen der Kernstadt ab.

### Nachbarorte
Die Nachbargemeinden sind u. a. Bühren, Fuldatal, Niemetal, Reinhardshagen, Scheden, Staufenberg, Wesertal und Witzenhausen. Nicht weit entfernte größere niedersächsische Ortschaften sind Göttingen und Dransfeld; im Südwesten liegt die hessische Großstadt Kassel.

### Klima
Hann. Münden liegt bei der Jahresdurchschnittstemperatur und der Niederschlagsmenge im Durchschnitt der gemäßigten Zone. Im Frühjahr, Herbst und Winter ist Nebel im Tal der Kernstadt recht häufig. Der kälteste Monat ist der Januar mit durchschnittlich −1 bis +2 Grad Celsius. Die wärmsten Monate sind im langjährigen Mittel die Monate Juli und August mit je 13 bis 23 °C.
|                       | Jan  | Feb  | Mär  | Apr  | Mai  | Jun  | Jul  | Aug  | Sep  | Okt  | Nov  | Dez  |   |       |
| Mittl. Tagesmax. (°C) | 2    | 4    | 9    | 13   | 18   | 20   | 23   | 23   | 18   | 13   | 7    | 3    | ⌀ | 12,8  |
| Mittl. Tagesmin. (°C) | −1   | −1   | 2    | 4    | 8    | 11   | 13   | 13   | 10   | 6    | 2    | 0    | ⌀ | 5,6   |
|                       |      |      |      |      |      |      |      |      |      |      |      |      |   |       |
| Niederschlag (mm)     | 52,1 | 44,1 | 53,1 | 54,4 | 62,9 | 83,9 | 68,8 | 63,6 | 52,9 | 48,2 | 62,2 | 70,9 | Σ | 717,1 |
|                       |      |      |      |      |      |      |      |      |      |      |      |      |   |       |
| Sonnenstunden (h/d)   | 0,9  | 2,2  | 3,1  | 4,4  | 6,1  | 5,9  | 6,0  | 6,0  | 4,3  | 3,3  | 1,2  | 0,7  | ⌀ | 3,7   |

| −1 |

| −1 |

| 2 |

| 4 |

| 8 |

| 11 |

| 13 |

| 13 |

| 10 |

| 6 |

| 2 |

| 0 |

| −1 |

| −1 |

| 2 |

| 4 |

| 8 |

| 11 |

| 13 |

| 13 |

| 10 |

| 6 |

| 2 |

| 0 |

| N i e d e r s c h l a g | 52,1 | 44,1 | 53,1 | 54,4 | 62,9 | 83,9 | 68,8 | 63,6 | 52,9 | 48,2 | 62,2 | 70,9 |
|                         | Jan  | Feb  | Mär  | Apr  | Mai  | Jun  | Jul  | Aug  | Sep  | Okt  | Nov  | Dez  |

### Geologische Verhältnisse
Hann. Münden gehört geologisch und geographisch zum Niedersächsischen Bergland. Die Altstadt mit dem Zusammenfluss von Fulda und Werra liegt in einem Becken vor dem Durchbruch der Weser zwischen dem Rabanenkopf (Reinhardswald) und dem Questenberg (Mündener Stadtforst); an dieser Stelle beträgt die Breite des Tales nur 400 m. Das Niedersächsische Bergland ist von seiner Form her ein flaches Gewölbe aus Schichten der Triaszeit. Die Berghöhen und ihre Flanken werden aus Buntsandstein, Muschelkalk und Keuper gebildet. An vielen Stellen tritt Basalterguss vulkanischen Ursprungs auf (siehe Kleiner Steinberg), an einigen Stellen wurde Quarzit festgestellt. Das im Mesozoikum entstandene Mündener Buntsandsteingebiet wird im Flussdreieck von Werra und Fulda durch Material aus dem Paläozoikum ergänzt, das über Eder und Fulda ins Mündener Becken geschwemmt wurde.

## Geschichte

### 800–1247: Erste Siedlungen und Gründung

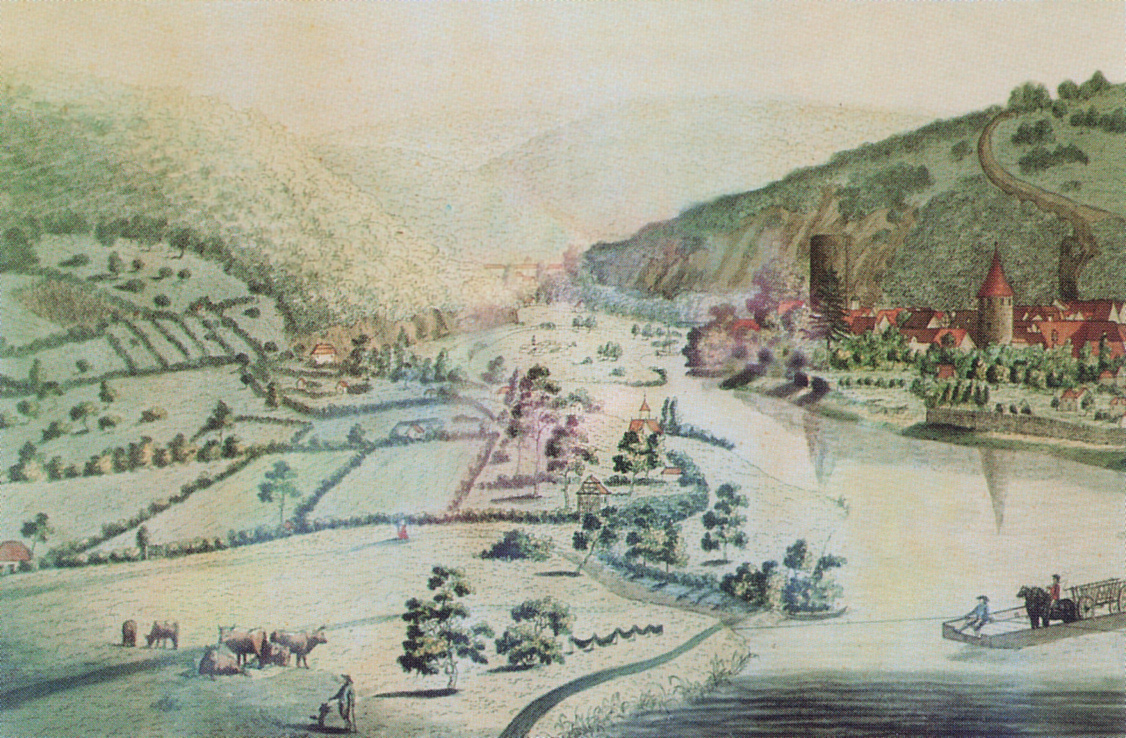
Wüst gefallener Siedlungsbereich von Altmünden auf der linken Weserseite, gegenüber Münden und der Questenberg (1791)

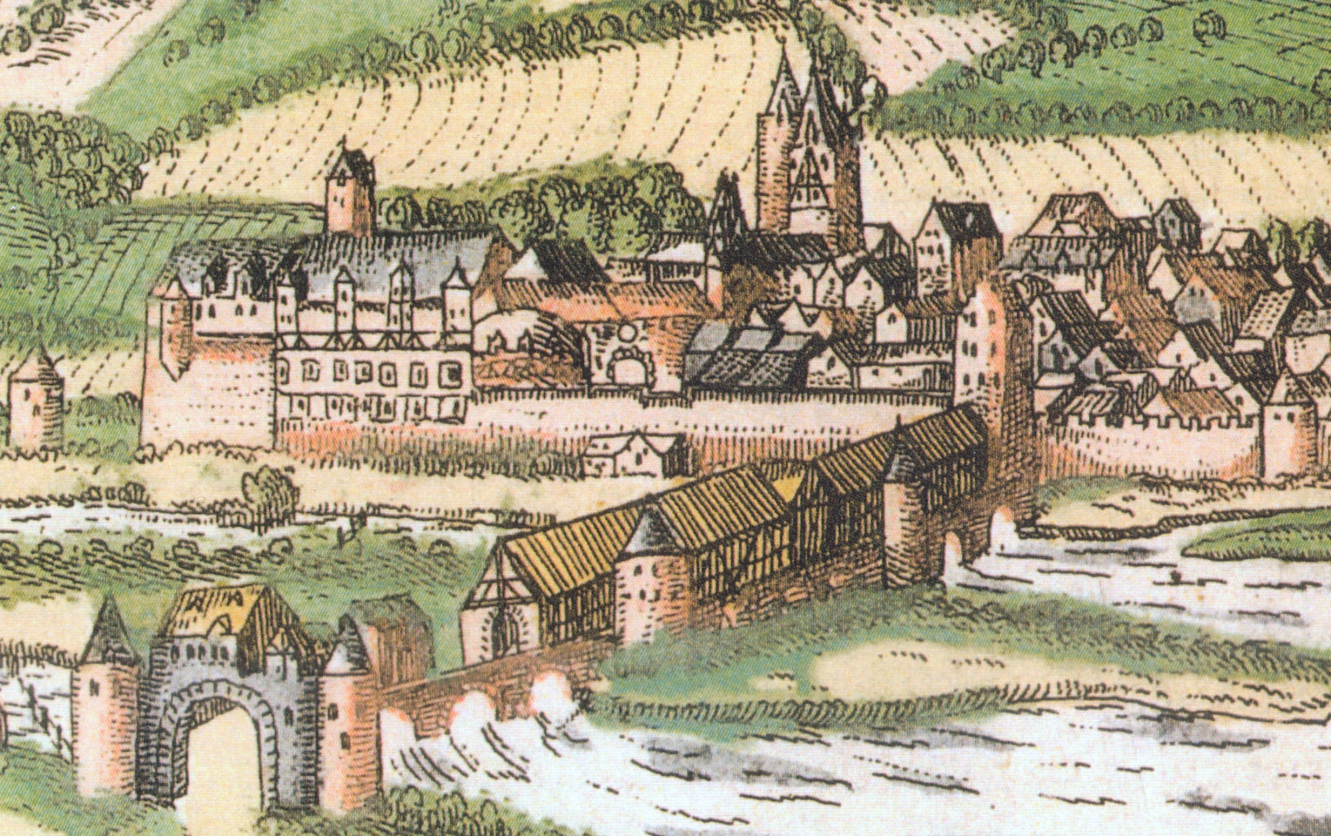
Stadtansicht von Münden mit Alter Werrabrücke und links das Welfenschloss (1610)

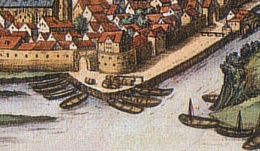
Boote an der Bremer Schlagd, mittig das Alte Sydekum (1584)

Die Gründung der Stadt ist nicht genau belegt. In der ältesten Urkunde aus dem Jahr 860 wird Münden unter dem Namen Gimundin als bereits um 800 bestehend erwähnt. Die erste Siedlung soll am linken Weserufer, an der Stelle des heutigen Stadtteils Altmünden gelegen haben und taucht erneut in einer Urkunde von 1019 als Grenzort Villa Gimundin in Erscheinung. Bereits um etwa 802 soll sie an die Reichsabtei Kloster Fulda verschenkt worden sein und 1049 Kaiser Heinrich III. als Aufenthaltsort gedient haben. Einziger baulicher Überrest dieser Siedlung sind die Ruinen einer Kirche, der Laurentiuskapelle. Die Anfänge der heutigen Stadt liegen vermutlich in einem befestigten kaiserlichen Wirtschaftshof auf dem jetzigen Schlossgelände. Einem Grundstein zufolge, der nach dem Schlossbrand von 1650 gefunden wurde, soll das Schloss 1070 von Otto von Northeim gegründet worden sein, sich das alte Reichsgut Münden also im Besitz der Grafen von Northeim befunden haben. Als Stadt auf dem jetzigen Stadtgelände wurde Münden erstmalig in einer Urkunde von 1183 erwähnt. Diese vom Landgrafen Ludwig III. von Thüringen erlassene Urkunde gab Gemunden als Sitz eines thüringisch-landgräflichen „Villicus“ aus. Vermutlich wurde die Stadt Münden zwischen 1170 und 1175 von Heinrich dem Löwen geplant und gegründet. Als Vorbild des offenbar planmäßig angelegten Siedlungskerns, eines Areals von 450 × 350 Metern im Mündungsdreieck von Werra und Fulda, diente dabei vermutlich der Grundriss der Stadt Lübeck. Um das Jahr 1200 wurde mit dem Bau der Stadtbefestigung Münden als Stadtmauer mit Stadttoren und Mauertürmen begonnen. Nachdem Münden 1180 in den Besitz der thüringisch-hessischen Landgrafen gekommen war, wurde die Stadt bereits 1247 wieder dem Herzogtum Braunschweig-Lüneburg zugeschlagen und blieb fortan für 600 Jahre welfisch.

### 1247–1600: Stapelrecht und Reformation
Im Jahre 1247 stattete der Braunschweiger Herzog Otto I. die Stadt mit dem Stapel- und Einlagerecht als Privileg aus, das festlegte, dass alle auf dem Wasser- und Landweg nach Münden gelangten Waren dort ausgeladen werden mussten und von Mündener Schiffern und Fuhrleuten spediert und weitertransportiert werden durften. Dies verhalf der Stadt zu einem großen Aufschwung und wurde erst 1824 aufgehoben. Vorteilhaft für Münden wirkte sich auch die Untiefe des Werrahohl am Rande der Stadt aus, das die Schiffer zum Abladen ihrer Waren in der Stadt zwang. Erst der Bau einer Staustufe mit Schleuse und Nadelwehr in der Werra in den 1870er Jahren beseitigte dieses jahrhundertealte Schifffahrtshindernis. Im 16. Jahrhundert war Münden durch den Weserhandel die wichtigste Handelsstadt bis Bremen für Waren vor allem aus Thüringen. Entsprechend entstanden am westlichen und nördlichen Altstadtrand die Schlagden als Handels-, Umschlags- und Anlegeplätze an den Schifffahrtswegen Werra und Fulda. An der Werra lag die Wanfrieder Schlagd und an der Fulda lagen die Bremer sowie die Kasseler Schlagd, an denen die noch heute vorhandenen Lagerhäuser des Packhofs und des Alten Packhofs errichtet wurden. Gehandelt und auf der Weser transportiert wurden vor allem Färberwaid, damals ein wichtiges blaues Färbemittel, Glas, Textilien und Flöße mit Holz und Getreide aus Thüringen. Von der Nordsee wurden weseraufwärts Heringe und andere Fische gebracht. 1342 wurde Hann. Münden von der Magdalenenflut heimgesucht. Ein Gedenkstein an der St.-Blasii-Kirche gibt mit gotischen Schriftzügen darüber Auskunft und markiert zugleich die größte Höhe des damaligen Wasserspiegels. Anfang des 14. Jahrhunderts gab es im Ort etwa 500 Häuser.
Seit dem Mittelalter wurde in Hann. Münden einige Zeit Weinbau am Südhang des Questenberges betrieben. Dieser Wein wurde Questenberger genannt. In einer alten Quelle von 1390 wird der Questenberger als bemerkenswert guter Wein erwähnt. Die Qualität des Weines wird nochmals 1545 auf der Fürstenhochzeit von Herzog Erich II. und Sidonie von Sachsen 1545 auf dem Welfenschloss zu Münden bezeugt: Die Speisenfolge nennt neben 26 Fuder Frankenwein auch zwei Fuder fünfjährigen Questenberger von 1540.
Durch ihre Heirat 1525 mit Erich I., in dessen Fürstentum Calenberg-Göttingen Münden lag, bekam Elisabeth von Brandenburg Münden als Leibzucht und Herrschaftsgebiet zugesprochen. Elisabeth kam früh mit den Ideen der Reformation in Berührung und holte den Reformator Antonius Corvinus nach Münden. Nach dem Tod Erichs I. im Jahre 1540 übernahm Elisabeth vormundschaftlich die Regierungsgeschäfte für ihren noch minderjährigen Sohn Erich II. und herrschte mit Residenzsitz in Hann. Münden bis 1546. In dieser Zeit, also noch vor dem Augsburger Religionsfrieden, setzte sie den Protestantismus durch.
Das Töpferhandwerk lässt sich im Ort seit 1561 schriftlich nachweisen. In städtischen und kirchlichen Akten finden sich für das 16. bis 19. Jahrhundert die Namen von rund 20 Töpfern. Sie stellten Weserkeramik sowie Ofenkacheln her und waren als Ofensetzer tätig. Bei Ausgrabungen im Jahr 1979 wurden Töpfereien und ihre Abfallgruben an mehreren Stellen archäologisch untersucht.

### 1600–1800: Dreißigjähriger Krieg und Absolutismus

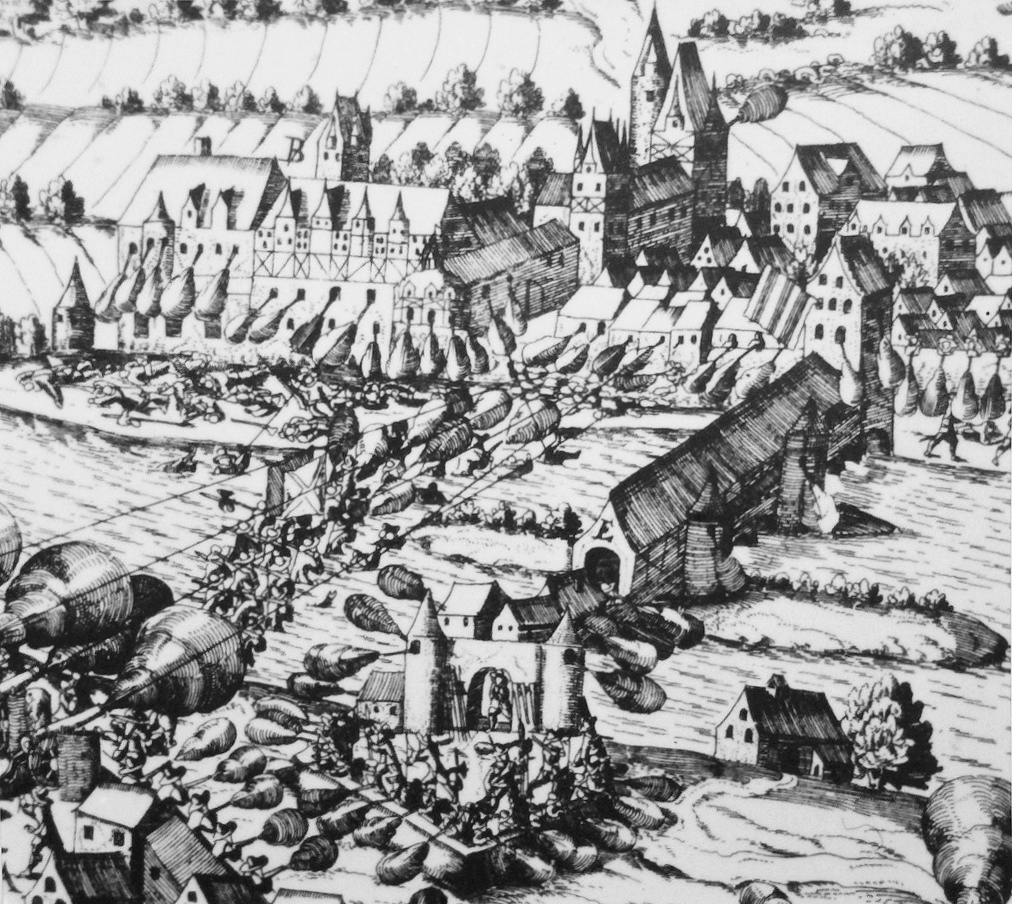
Belagerung von Münden 1626

Während des Dreißigjährigen Krieges wurde die Stadt am 30. Maijul. / 9. Juni 1626greg. – Blutpfingsten – nach mehrtägigem Beschuss durch die Söldner Tillys eingenommen und ein Großteil der Bevölkerung umgebracht.
In den 1730er Jahren wirkte der Kurfürstlich Hannoversche Obristleutnant Erich Philipp von Schwan als Stadtkommandant von Münden, bevor er dort am 2. Februar 1738 starb.
Im Siebenjährigen Krieg wurde die Stadt in der Zeit zwischen 1757 und 1762 wiederholt von französischen Truppen besetzt, die auf dem Questenberg die Franzosenschanze anlegten.
1776 wurden in Münden fast 20.000 hessische Soldaten eingeschifft, die der Landgraf von Hessen-Kassel Friedrich II. an den hannoverschen Kurfürsten und König von Großbritannien, Georg III., vermietet hatte. Sie wurden im Kampf gegen die amerikanischen Truppen im Amerikanischen Unabhängigkeitskrieg eingesetzt. Die Rückführung der überlebenden Soldaten fand im November 1783 auch über Münden statt, aber kaum mehr als die Hälfte kam zurück.
 Doktor Eisenbarth (1663–1727) 
Am 11. November 1727 starb im Mündener Haus Zum wilden Mann der Handwerkschirurg und Wundarzt Johann Andreas Eisenbarth. Eisenbarth zog zeitweise mit über 100 Gehilfen (Seiltänzer, Gaukler und Spaßmacher) durch die Städte und bot vor allem auf Jahrmärkten unter großem Spektakel seine Heilkünste an. Er wurde im Chor der Aegidienkirche beigesetzt. Sein Grabstein wurde rund 100 Jahre nach seinem Tod bei einer Wiederbelegung des Grabes aus dem Kirchenchor entfernt und an der Nordseite der Kirche abgestellt. Auf dem Grabstein ist fälschlicherweise das Geburtsjahr 1661 angegeben. Heute ist Doktor Eisenbarth zentraler Bestandteil des Stadtmarketings. Das Lied vom Doktor Eisenbarth ist fester Bestandteil der örtlichen Folklore und der lokalen musikalischen Früherziehung.

### 1800–1914: Gründerzeit und Industrialisierung

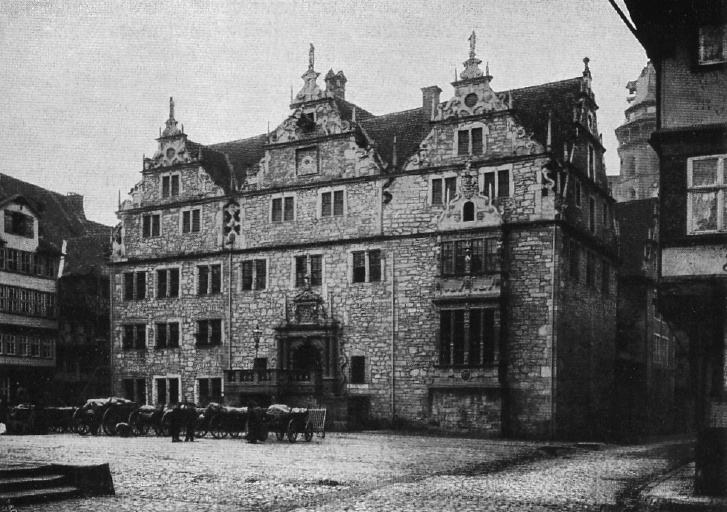
Das Rathaus Münden um 1900

Eine Reihe von für die Stadt wichtigen Firmengründungen (siehe Unternehmen) fällt ins 19. Jahrhundert. Zuvor war 1732 eine Fabrikationsansiedlung mit Töpferei, Ziegelei, Eisenwerk und Alaunsiederei außerhalb auf dem Steinberg entstanden, die ab 1757 in Ortsnähe als Fayence-Manufaktur Münden weiter betrieben wurde. Bereits 1856 erhielt Münden einen Anschluss an das entstehende Eisenbahnnetz.
1868 gründete der preußische König Wilhelm I. die Königlich Preußische Forstakademie Hannoversch Münden. Daraus entwickelte sich eine traditionsreiche Hochschule für Forstwissenschaften, die Hann. Münden in der deutschen und internationalen Forstwissenschaft bekannt machte. 1870 folgte die Eröffnung des Forstbotanischen Gartens. Die Akademie wurde 1922 umbenannt in Forstliche Hochschule und 1939 der Georg-August-Universität Göttingen als Forstwissenschaftliche Fakultät angegliedert; der Umzug der Fakultät nach Göttingen erfolgte 1970/1971.
Von 1885 bis 1972 war das damalige Münden Kreisstadt des Landkreises Münden (Kfz-Kennzeichen HMÜ), der am 1. Januar 1973 im Landkreis Göttingen aufging.
Über Jahrhunderte wurden im Kaufunger Wald unter anderem am Kleinen Steinberg Basalt und Braunkohle, Tone und Sande abgebaut, die auf der Kohlenstraße und von 1894 bis 1931 über die Steinberg-Drahtseilbahn nach Hann. Münden transportiert wurden.
Anfang Februar 1909 überflutete ein Hochwasser der Werra einen beträchtlichen Teil der Altstadt.
Am 16. Juni 1911 wurde das Parseval-Luftschiff PL5 beim Entleeren der Hülle in Hann. Münden durch Feuer zerstört.

### 1933–1945: Zeit des Nationalsozialismus
Am 30. März 1933 wurden Adolf Hitler die Ehrenbürgerrechte der Stadt verliehen. Erst 75 Jahre später, am 27. März 2008, wurde diese Ehrenbürgerschaft durch den Rat der Stadt einstimmig wieder aberkannt.
Im Rahmen der „Aktion wider den undeutschen Geist“ inszenierten einige nationalsozialistische Studenten der forstlichen Fakultät am 10. Mai 1933, wie an vielen anderen Orten in Deutschland, eine Bücherverbrennung auf dem Marktplatz.
Am 1. Oktober 1934 wurde der Ort wieder Garnisonsstadt. Mit der 1935 errichteten Werratalbrücke der Reichsautobahn (heutige A 7) hatte die Stadt für einige Jahre die größte europäische Autobahnbrücke. Der Autobahnabschnitt Kassel-Göttingen mit der Autobahnanschlussstelle Hann. Münden-Hedemünden wurde am 20. Juni 1937 für den Verkehr freigegeben.
Die Novemberpogrome 1938 hatten auch ihre lokale Ausprägung. Bereits am 8. November 1938 wurden in der Mündener Synagoge erhebliche Sachbeschädigungen verübt, die Torarollen, Gebetbücher und -mäntel öffentlich auf dem Tanzwerder verbrannt. 1942 wurden die bis dahin noch verbliebenen jüdischen Mitbürger in Konzentrationslager deportiert. Für 126 Personen ist nachgewiesen, dass sie dort ums Leben kamen.
Im Zweiten Weltkrieg blieb Hann. Münden bis auf wenige Ausnahmen von direkten Kriegsauswirkungen und Kampfhandlungen verschont. Am 17. Mai 1943 erreichte die Stadt eine Flutwelle, die durch die Bombardierung der Edertalsperre in der Operation Chastise ausgelöst wurde. Sie richtete beträchtliche Schäden in der Stadt an, forderte aber nicht wie in anderen Orten Todesopfer.
Am 30. und 31. März 1945 fanden zwei Luftangriffe auf Münden statt. Ziele der Angriffe durch amerikanische Bomber waren der Bahnhof und die Gneisenau-Kaserne in Gimte. Im Bahnhofsviertel wurden drei Häuser zerstört und 15 Menschen starben. Beim Angriff auf die Kaserne starben 60 Menschen und 70 wurden schwer verletzt. In der 1935 fertiggestellten Pionier-Kaserne war, wie auch in der damaligen Plan-Schule, bis zum 28. März 1945 die Personalstelle des Oberkommandos des Heeres einquartiert. Bombardiert wurden auch Züge auf der Bahnstrecke Dransfelder Rampe im Bereich des Volkmarshäuser Tunnels.
Deutsche Pioniere sprengten am 5. und 6. April 1945 kurz vor dem Eintreffen der vorrückenden amerikanischen Truppen bis auf die historische Werrabrücke alle Brücken im Stadtgebiet, insbesondere die Werratalbrücke der Reichsautobahn.
Am 6. und 7. April 1945 nahmen amerikanische Truppen der 69. US-Infanterie-Division und des 273. US-Infanterie-Regiments unterstützt vom 777. US-Panzer-Bataillon und vom 661. US-Panzer-Jäger-Bataillon kämpfend die Stadt ein. Beim Kampf um Münden kamen 94 deutsche Soldaten, Volkssturm- und RAD-Angehörige sowie Zivilisten ums Leben; über die amerikanischen Verluste, die es gab, liegen keine Zahlen vor. Entsprechend der alliierten Abmachungen lag die Stadt in der britischen Besatzungszone, und am 20. Mai 1945 rückten britische Soldaten ein.

### Bau der Eisenbahn bei Münden

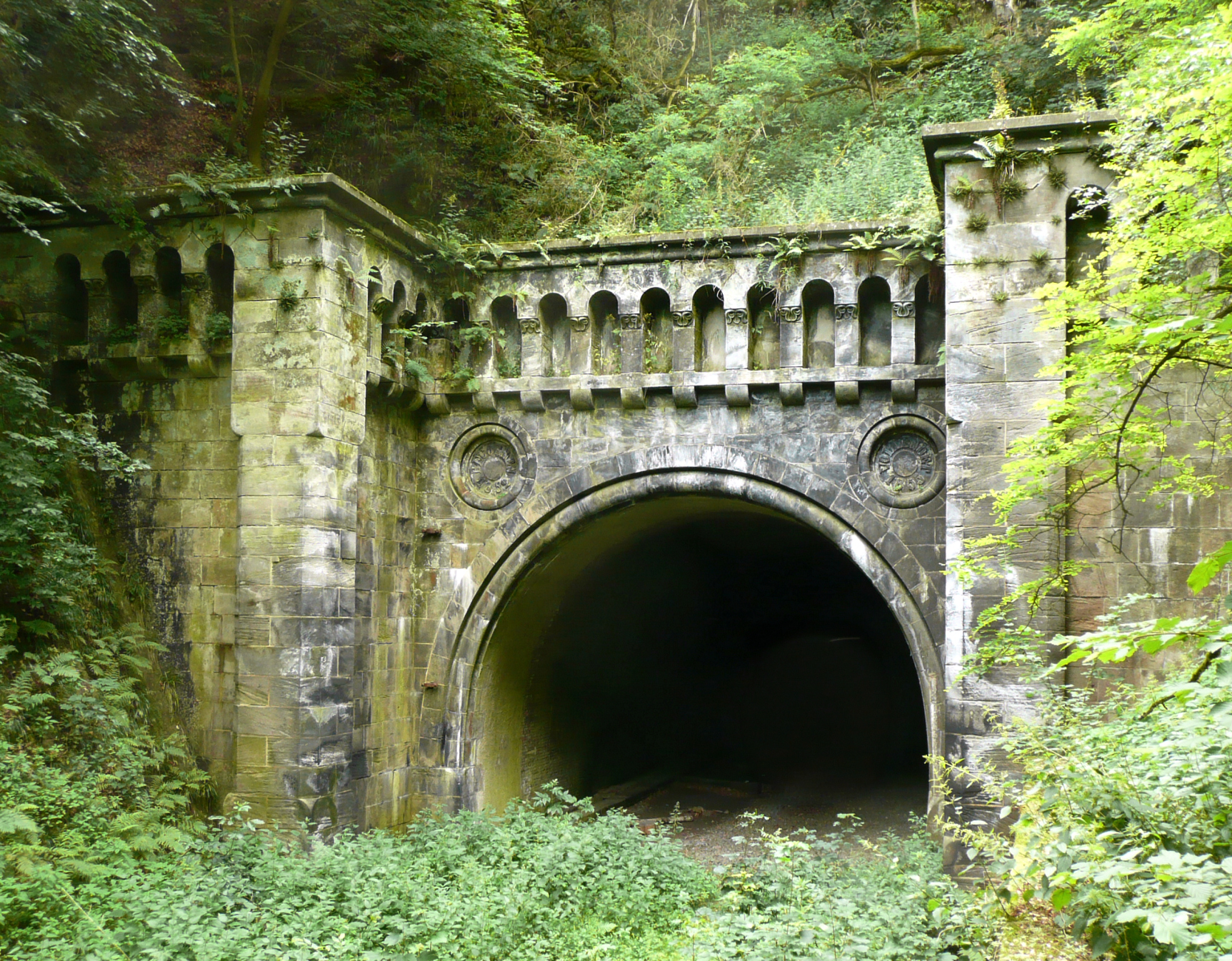
Portal des Mitte des 19. Jahrhunderts errichteten Volkmarshäuser Tunnels an der stillgelegten Strecke nach Göttingen (Dransfelder Rampe)

Am 8. Mai 1856 erhielt die Stadt erstmals durch die Hannöversche Südbahn Anschluss an das Eisenbahnnetz. Die Strecke führte von Hannover, Göttingen und Dransfeld nach Hann. Münden. Am 23. September 1856 wurde die Hannöversche Südbahn bis Kassel verlängert. Zur Vermeidung einer Linienführung über kurhessisches Gebiet wurde die Strecke ab Göttingen über Dransfeld geführt. Dafür nahm man Steigungen von bis zu 18 ‰ in Kauf. Der Streckenabschnitt Göttingen–Dransfeld–Münden, der 1980 stillgelegt und noch bis 1995 als Güteranschlussgleis genutzt wurde, bekam so den Beinamen Dransfelder Rampe. Diese Hauptstrecke, an der sich heute noch die Streckenkilometrierung bis Kassel orientiert, wurde von Anbeginn zweigleisig gebaut, während die Strecken Hannover–Göttingen und Münden–Kassel zuerst eingleisig waren. Letztere hatte als einzige Bahnstrecke im Königreich Hannover bei Volkmarshausen nahe Hann. Münden einen Tunnel, was für den König der ausschlaggebende Grund für den Bau bis Hann. Münden gewesen sein soll. Die wahren Gründe für den Volkmarshäuser Tunnel waren jedoch die Einsparung von Kosten und der Wunsch, die Strecke möglichst auf gleicher Höhenlage bis Kassel zu führen. So befindet sich auch der 1857 fertiggestellte Mündener Bahnhof in Hanglage rund 15 Höhenmeter über dem historischen Stadtkern.
Die heutige Verbindung über Eichenberg nach Göttingen wurde im Zuge des Ausbaues als letzter Bauabschnitt der Halle-Casseler-Bahn im Mai 1872 eröffnet.

### Garnisonstadt Münden

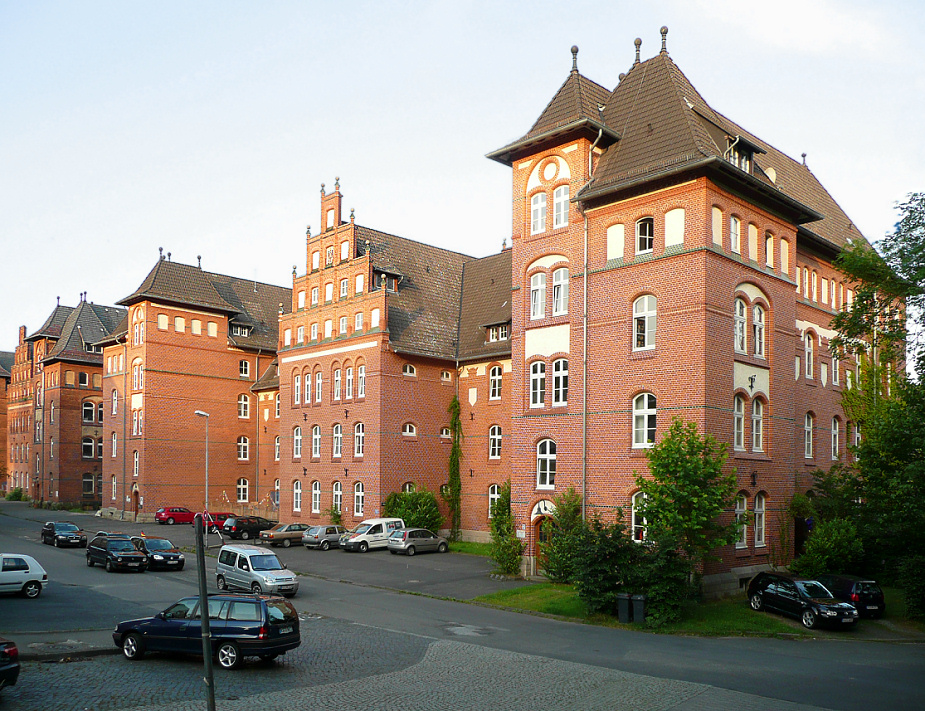
Teilansicht vom Innenbereich der früheren Kurhessen-Kaserne

Als Garnisonsstadt hat Hann. Münden eine lange Tradition, die bis in die erste Hälfte des 18. Jahrhunderts zurückreicht. Besonders prägend und wiederkehrend war die Pioniertradition des Standortes.
Seit 1901 war Hann. Münden mit einigen Unterbrechungen Pioniergarnison. Am 1. Oktober dieses Jahres zog das Hessische Pionier-Bataillon Nr. 11, bis dahin in Mainz-Kastel gelegen, in die neu erbaute Kurhessen-Kaserne in Neumünden ein und verblieb, später in Kurhessisches Pionier-Bataillon Nr. 11 umbenannt, bis 1918. In den Kriegsjahren 1914/1918 bildete das Pionier-Ersatzbataillon 11 im Standort insgesamt 21.000 Pioniere für die Kriegsformationen des Bataillons aus. Nach Kriegsende bis 1920 folgte das Reichswehr-Pionierbataillon 11.
Für eine Übergangszeit von 1921 bis 1934 war die ehemalige Pionierkaserne Sitz der Hessisch-Nassauischen Polizeischule.
Von 1934 bis 1945 lag in dem jetzt in Kurhessen-Kaserne umbenannten Areal zunächst das Pionierbataillon 9, aus dem später die Pionierbataillone 29 und 49 hervorgingen. Diese Einheiten nutzten zudem ab Oktober 1935 die nahe Gimte auf dem Gimter Feld gelegene Gneisenau-Kaserne (heute unter anderem Bildungseinrichtung der Polizei Niedersachsen), mit deren Bau 1934 begonnen wurde. Auf der Gimter Aue an der Weser entstand ein Wasserübungsplatz. Während der Kriegsjahre bildeten in den Mündener Kasernen Ersatz-Bataillone (zum Beispiel das Pionier-Ersatz-Bataillon 29) Pioniere für den Fronteinsatz aus. Die Mündener Pioniertradition wurde durch die Einnahme der Stadt am 7. April 1945 durch amerikanische Truppen vorerst beendet.
Mit Aufstellung der Bundeswehr zogen wieder Pioniere in die Kurhessen-Kaserne ein. Das war von 1956 bis 1958 zunächst das Panzer-Pionierbataillon 5, das anschließend in Pionierbataillon 2 (PiBtl 2) umbenannt wurde. Zur Garnison gehörten neben dem PiBtl 2 auch immer selbständige Kompanien mit unterschiedlichen Bezeichnungen, so zum Beispiel von 1959 bis 1981 die Panzerpionierkompanie 50. Die Bundeswehr blieb bis zur endgültigen Auflösung des PiBtl 2 am 31. März 1993 Hausherr in der Kaserne. Das seither frei zugängliche Kasernengelände wird heute als Wohn- und Gewerbepark Fuldablick bezeichnet und entsprechend genutzt.

### Polizeischule/Polizeiakademie
Kaum eine andere Institution ist so eng mit dem Namen Hann. Münden verbunden wie die Polizei.
Von 1921 bis 1934 war der Ort zunächst Sitz der Polizeischule der preußischen Provinz Hessen-Nassau. Die Polizeiausbildung wurde in der ehemaligen Pionierkaserne in Neumünden (spätere Kurhessen-Kaserne) betrieben.
Nach dem Zweiten Weltkrieg wurde auf Befehl der britischen Militärregierung die Regionspolizeischule Hannover in die Gneisenau-Kaserne auf dem Gimter Feld, nahe dem heutigen Ortsteil Gimte, verlegt. Dafür gab ein dort einquartiertes britisches Bataillon die Räumlichkeiten frei und wurde nach Goslar verlegt. Am 28. Mai 1946 trafen die Polizeischüler und das Gerät in Hann. Münden ein. Am 11. Juni 1946 begann dort der erste Anwärterlehrgang. Am 1. Januar 1947 erfolgte die Umbenennung in Polizeischule des Landes Niedersachsen, später Landespolizeischule Niedersachsen (LPSN).
Zu Beginn noch unter britischer Aufsicht und Kontrolle, entwickelte sich die Schule im Laufe der Zeit zu einer modernen Ausbildungsstätte der niedersächsischen Landespolizei. Die Landespolizeischule hatte in den 1970er Jahren ihre höchste Auslastungszahl in der Aus- und Fortbildung von Polizeibeamten. Verpflegungsstärken von 1200 bis 1400 Personen pro Tag waren keine Seltenheit.
Aufgrund höherer Qualitätsanforderungen an den Polizeinachwuchs wurde die LPSN am 30. April 1997 aufgelöst und am 1. Mai 1997 das Bildungsinstitut der Polizei Niedersachsen (BIP NI) mit Hauptsitz in Hann. Münden eingerichtet. Das BIP NI war nun zuständig für die Planung, Koordination und Durchführung der gesamten Fortbildung der Polizei in Niedersachsen. Die bisherige Polizeiausbildung wurde eigenständig in Form eines Studiums an der Niedersächsischen Fachhochschule für Verwaltung und Rechtspflege durchgeführt. Hann. Münden war neben Oldenburg eine der Außenstellen; der Hauptsitz befand sich in Hildesheim.
Am 1. Oktober 2007 erfolgte im Rahmen der Reform der polizeilichen Aus- und Fortbildung eine erneute Umorganisation: Die „Fakultät Polizei“ der Fachhochschule für Verwaltung und Rechtspflege und das Bildungsinstitut der Polizei wurden zur Polizeiakademie Niedersachsen mit Hauptsitz in Nienburg/Weser zusammengeführt. Der weiterhin gut ausgelastete Studienort Hann. Münden ist neben Oldenburg eine von zwei Zweigstellen der Akademie.

### Eingemeindungen
Mit dem Gesetz zur Neugliederung der Gemeinden im Raum Göttingen wurden bei der Gebietsreform in Niedersachsen die Voraussetzungen für einen Zusammenschluss der bisherigen Landkreise Münden, Duderstadt und Göttingen zum heutigen Landkreis Göttingen geschaffen. Dieses Gesetz trat am 1. Januar 1973 in Kraft.
Im Zuge dieser Verwaltungs- und Gebietsreform wurden gleichzeitig die Gemeinden neu geordnet und zu größeren Einheiten zusammengeschlossen. So wurden die Gemeinden Bonaforth, Gimte, Hedemünden, Hemeln, Laubach, Lippoldshausen, Mielenhausen, Oberode, Volkmarshausen und Wiershausen in die Stadt Münden eingegliedert.

### Einwohnerentwicklung
| - 1200: ca. 01.100 - 1400: ca. 02.800 - 1500: ca. 02.500 - 1700: ca. 03.700 - 1834: ca. 04.200 - 1900: ca. 09.000 - 1939: ca. 15.000 | - 1951: 21.172 (Volkszählung) - 1961: 20.252 (Volkszählung) - 1970: 18.993 (Volkszählung) - 1987: 24.971 (Volkszählung) - 2000: 25.657 - 2011: 23.906 (Volkszählung) - 2015: 24.072 - 2020: 23.504 - 2022: 23.530 - 2023: 23.418 |

### Konfessionsstatistik
Mit Stand 2010 waren von den Einwohnern 49 % evangelisch-lutherisch, 5 % evangelisch-reformiert, 11 % katholisch und 35 % waren konfessionslos oder gehörten einer anderen Glaubensgemeinschaft an. Der Anteil der evangelischen und katholischen Kirchenmitglieder ist seitdem gesunken. Mit Stand 31. Dezember 2024 waren von den Einwohnern 39,1 % evangelisch, 9,7 % katholisch und 51,2 % waren konfessionslos oder gehörten einer anderen Glaubensgemeinschaft an.

### Christentum
Die Evangelisch-lutherische Kirchenkreis Münden ist in mehrere Gemeinden unterteilt. Der Kirchenkreis Münden, der bis ins Jahr 1542 zurückreicht, gehört zum Sprengel Hildesheim-Göttingen der Evangelisch-lutherischen Landeskirche Hannovers. Als weitere zur EKD gehörende Kirche ist die Evangelisch-reformierte Kirche seit 1708 in der Stadt vertreten. Die 1889 entstandene römisch-katholische St.-Elisabeth-Pfarrei der Stadt ist eine Diaspora-Gemeinde im Bistum Hildesheim.
Neben diesen Gemeinden hat die Stadt mit der Adventgemeinde, der Neuapostolischen Kirche, der Baptistengemeinde, den Zeugen Jehovas und weiteren eine Reihe kleinerer christlicher Gemeinden.

### Judentum
1834 weihte die jüdische Gemeinde in Münden eine Synagoge ein und ab 1843 erhielten ihre Mitglieder volle Bürgerrechte. Alle Mitglieder der damaligen Jüdischen Gemeinde wurden während der Zeit des Nationalsozialismus vertrieben, deportiert und ermordet. Seitdem gibt es keine praktizierende Gemeinde mehr, jedoch mit dem Alten und dem Neuen Jüdischen Friedhof zwei frühere jüdische Friedhöfe im Stadtgebiet. Heute weist ein Gedenkstein zur Mahnung und Erinnerung am Rathaus Münden auf die ehemalige Jüdische Gemeinde hin.

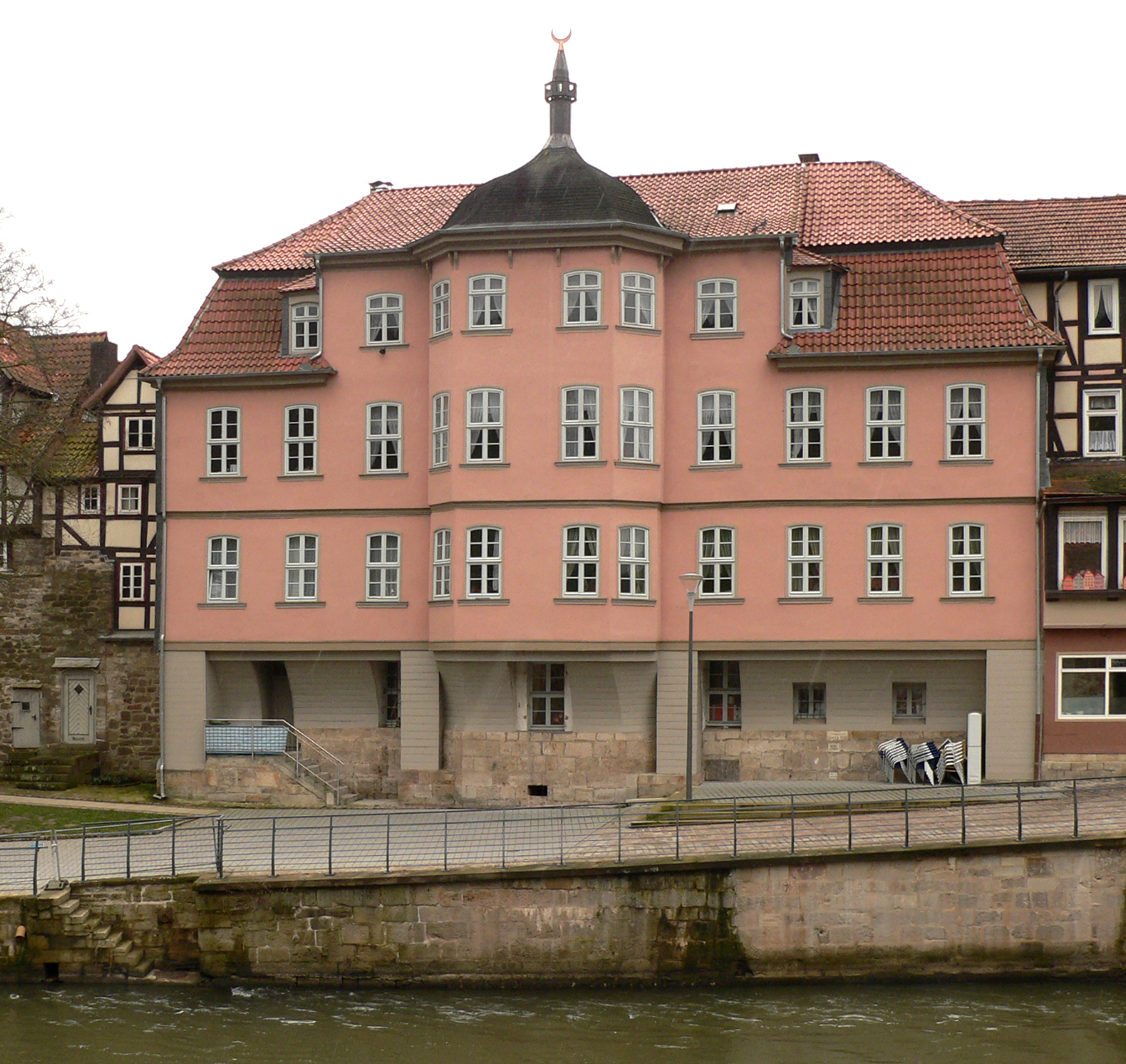
Moschee im historischen Gebäude des Neuen Sydekums

### Islam
Die muslimische Gemeinde erwarb im Jahr 2000 ein historisches Fachwerkgebäude in der Altstadt, das seit 1922 von der Evangelisch-methodistischen Kirche genutzt wurde, die seit vielen Jahren inaktiv war. Sie gestaltete es zu einer Moschee um. Das Gebäude ist die einzige denkmalgeschützte Moschee in Niedersachsen. Es handelt sich um das 1783 auf der Stadtmauer als Hotel erbaute Neue Sydekum (Sieh' dich um), das der Gesellschaftsverein Sydekum ab 1849 für kulturelle Ereignisse nutzte.

## Politik

### Rat
Die folgenden Diagramme zeigen das Ergebnis der Ratswahl am 12. September 2021.
| Ratswahl Hann. Münden 2021Wahlbeteiligung: 52,4 % %50403020100 42,226,110,76,04,84,73,42,1n. k. SPDCDUGrüneMünadAfDBFMÜfFDPLinkeALFAGewinne und Verlusteim Vergleich zu 2016 %p 6 4 2 0 −2 −4 −6−0,4+0,1+4,2+1,9+4,8−4,4−0,2−2,3−3,7SPDCDUGrüneMünaAfDBFMÜFDPLinkeALFAAnmerkungen:d Münden aktivf Bürgerforum Hann. Münden | Sitzverteilung im Rat der Stadt Hann. Münden seit 2021Insgesamt 32 Sitze - Linke: 1 - SPD: 13 - Grüne: 3 - Müna: 2 - BfM: 2 - FDP: 1 - CDU: 8 - AfD: 2 |

Die folgende Tabelle zeigt die Ergebnisse der vergangenen fünf Wahlen.
|           | Wahl vom 11. 9. 2016 | Wahl vom 11. 9. 2016 | Wahl vom 11. 9. 2011 | Wahl vom 11. 9. 2011 | Wahl vom 10. 9. 2006 | Wahl vom 10. 9. 2006 | Wahl vom 9. 9. 2001 | Wahl vom 9. 9. 2001 | Wahl vom 15. 9. 1996 | Wahl vom 15. 9. 1996 |
| Partei    | Prozent              | Sitze                | Prozent              | Sitze                | Prozent              | Sitze                | Prozent             | Sitze               | Prozent              | Sitze                |
| SPD       | 42,6                 | 15                   | 50,3                 | 18                   | 46,2                 | 17                   | 44,1                | 17                  | 49,5                 | 19                   |
| CDU       | 26,0                 | 9                    | 26,6                 | 9                    | 37,4                 | 14                   | 36,0                | 14                  | 37,3                 | 14                   |
| GRÜNE     | 6,5                  | 2                    | 12,7                 | 4                    | 7,0                  | 2                    | 6,3                 | 2                   | –                    | –                    |
| Die Linke | 4,4                  | 2                    | 2,3                  | 1                    | 2,0                  | 1                    | –                   | –                   | –                    | –                    |
| FDP       | 3,6                  | 1                    | 1,9                  | –                    | 3,2                  | 1                    | 3,3                 | 1                   | 2,9                  | 1                    |
| BFMÜ      | 9,1                  | 3                    | 6,3                  | 2                    | 2,5                  | 1                    | –                   | –                   | –                    | –                    |
| MÜNA      | 4,1                  | 1                    | –                    | –                    | –                    | –                    | –                   | –                   | –                    | –                    |
| ALFA      | 3,7                  | 1                    | –                    | –                    | –                    | –                    | –                   | –                   | –                    | –                    |
| UL        | –                    | –                    | –                    | –                    | 1,7                  | 1                    | –                   | –                   | –                    | –                    |
| GHMÜ      | –                    | –                    | –                    | –                    | –                    | –                    | 8,8                 | 3                   | 10,3                 | 3                    |
| Sonstige  | –                    | –                    | 1,8                  | –                    | –                    | –                    | 1,5                 | –                   | –                    | –                    |
| Gesamt    | 100                  | 34                   | 100                  | 34                   | 100                  | 37                   | 100                 | 37                  | 100                  | 37                   |

### Bürgermeister
Hauptamtlicher Bürgermeister der Stadt ist Tobias Dannenberg (CDU). Am 26. September 2021 setzte er sich in der Stichwahl mit 50,86 % der Stimmen knapp gegen seine Konkurrentin Karin Weber-Klatt (SPD) durch. Der amtierende Bürgermeister Harald Wegener (Bürgerforum Hann. Münden) und ein weiterer Kandidat schieden bereits nach dem ersten Wahlgang aus. Dannenberg trat sein Amt am 1. November 2021 an.

### Ortsräte
Die Ortsteile der Stadt Hann. Münden werden durch insgesamt 91 Ratsmitglieder in zehn Ortsräten vertreten.
| Ortsteile      | SPD | CDU | Grüne | WG | ∑  |
| -------------- | --- | --- | ----- | -- | -- |
| Bonaforth      | 7   | 2   | –     | –  | 9  |
| Gimte          | 8   | 3   | –     | –  | 11 |
| Hedemünden     | 6   | 4   | 1     | –  | 11 |
| Hemeln         | 5   | 1   | –     | 3a | 9  |
| Laubach        | –   | –   | –     | 7b | 7  |
| Lippoldshausen | –   | –   | –     | 9c | 9  |
| Mielenhausen   | 1   | –   | –     | 6d | 7  |
| Oberode        | 9   | –   | –     | –  | 9  |
| Volkmarshausen | 4   | –   | –     | 5e | 9  |
| Wiershausen    | –   | –   | –     | 9f | 9  |
| ∑              | 40  | 10  | 1     | 39 | 90 |

a Wählergemeinschaft Hemeln, b Laubacher Wählergemeinschaft, c Lippoldshäuser Wählergemeinschaft, d Freie Wählergemeinschaft Mielenhausen, e Volksmarshäuser Liste,
f Wählergemeinschaft Pro Wiershausen

### Wappen und Flagge
Das Stadtwappen geht auf die Privilegierung der Stadt durch Herzog Otto von Braunschweig-Lüneburg (1247) zurück. Es zeigt in rotem Schild eine silberne Burg mit breitbedachtem, blaugedecktem und goldbekröntem Mittelturm zwischen zwei spitzbedachten, blaugedeckten Seitentürmen; im Torbogen ein roter Schild, darin ein blaubewehrter goldener Löwe (Welfenlöwe); über dem Tor am Mittelturm ein gotisches schwarzes M.
Die Farben der Stadt sind gelb und rot. Die Flagge zeigt die Farben gelb und rot in zwei gleich breiten Längsstreifen.

### Städtepartnerschaften und -freundschaften
Die Stadt Hann. Münden unterhält mit folgenden ausländischen Kommunen eine Städtepartnerschaft:
- Suresnes (Frankreich) seit 1959
- Holon (Israel) seit 1988
- Chełmno, Polen (dt. Kulm an der Weichsel) seit 1992

Der Altkreis Münden unterhielt eine Partnerschaft zum London Borough of Hackney, die nach der Kreisreform 1973 vom Landkreis Göttingen weitergeführt, aber 2005 von britischer Seite gekündigt wurde. Außerdem unterhält Hann. Münden freundschaftliche Beziehungen zu den folgenden deutschen Kommunen:
- Bezirk Steglitz-Zehlendorf von Berlin seit 2001 (davor zum Bezirk Steglitz ab 1962)
- Oberviechtach (Geburtsstadt von Doktor Eisenbarth) seit 1978
- Quedlinburg (im Rahmen der Städteunion der Fachwerkstädte) seit 1990

Die erwähnte Partnerschaft zu London-Hackney wird auf der städtischen Homepage weiterhin genannt.

## Kultur und Sehenswürdigkeiten

### Kulturangebote
Die wichtigsten Träger des kulturellen Lebens der Stadt sind neben der Kommune Vereine, Kirchengemeinden und Privatpersonen. Sie nehmen sich der allgemeinen Kulturförderung und spezieller Kultur-Themen wie Theater, Natur-Exkursionen und -Vorträge, Geschichtsforschung, Denkmalpflege, bildender Kunst an.
- Der Mündener Kulturring e. V. bietet gemäß seiner Satzung Vorträge, Lesungen, Konzerte, Kleinkunst, Ausstellungen, Studienfahrten sowie Theaterbesuche u. a. an.[54]
- Der Naturpark Münden e. V. bietet Veranstaltungen im und zum Naturpark Münden an.[55]
- Die Erlebnisregion Hann. Münden e. V. bietet Stadtführungen und Doktor-Eisenbarth-Veranstaltungen an.[56]
- Das Drei-Flüsse-Theater Münden e. V. bringt neben dem alljährlichen Kinder-Wintermärchen auch Komödien, Boulevardstücke und Krimis auf die Bühne.[57]
- Die Kantorei St. Blasius gestaltet regelmäßig die Gottesdienste in St. Blasius mit und stellt jährlich in zwei großen Konzerten verschiedene Kompositionen vor.[58]
- Das Städtische Museum Hann. Münden im Welfenschloss zeigt seine Exponate in den Abteilungen Stadtgeschichte, Gustav Eberlein, Handel, Schifffahrt & Verkehr, Fayencen der Fayence-Manufaktur Münden und Stadtarchäologie.[59]
- Der Heimat- und Geschichtsverein Sydekum zu Münden e. V. bietet u. a. Exkursionen zu historischen Stätten und aktuellen geschichtlich und volkskundlich bedeutenden Plätzen und Vorträge mit geschichtlichem, volkskundlichem und heimatkundlichem Inhalt.[60]
- Das Festival Denkmal! Kunst – Kunst! Denkmal erschließt alle zwei Jahre die Welt des historischen Mündener Fachwerks mit Kunstausstellungen, Musikveranstaltungen, Theater, Kabarett, Lesungen und Darbietungen.[61]
- Der Stadtjugendring Münden e. V. koordiniert Jugendaustausch und -Reisen, organisiert verschiedene lokale Jugendveranstaltungen und betreibt die Cafeteria Graffiti im Geschwister-Scholl-Haus, dem Jugendzentrum der Stadt Hann. Münden.[62]
- Die Stadtbücherei im Welfenschloss bietet ein umfangreiches Medienangebot.[63]

### Regelmäßige Veranstaltungen
- Siehe Tourismus

### Sehenswürdigkeiten

#### Historische Altstadt

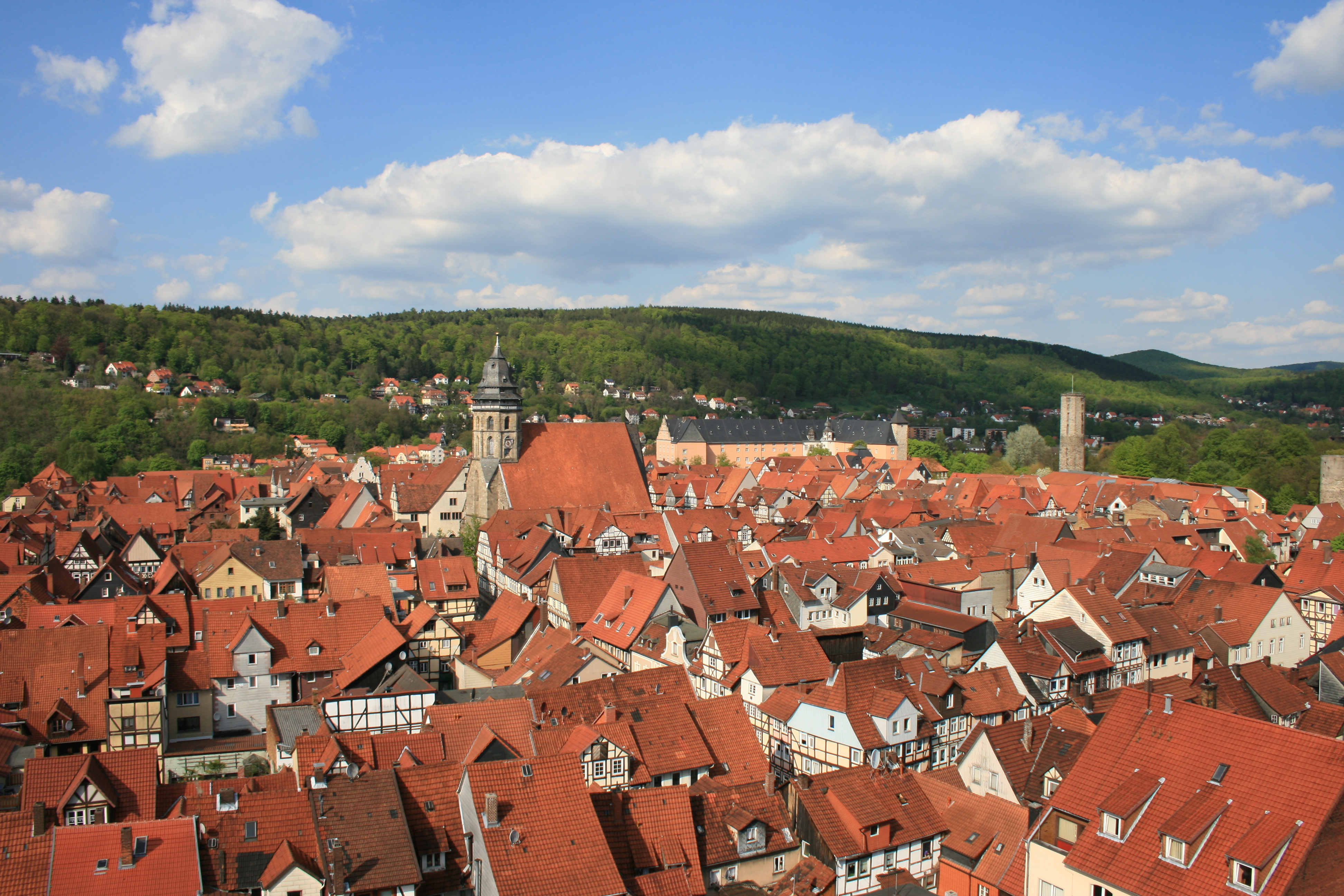
Blick vom Fährenpfortenturm auf die historische Altstadt
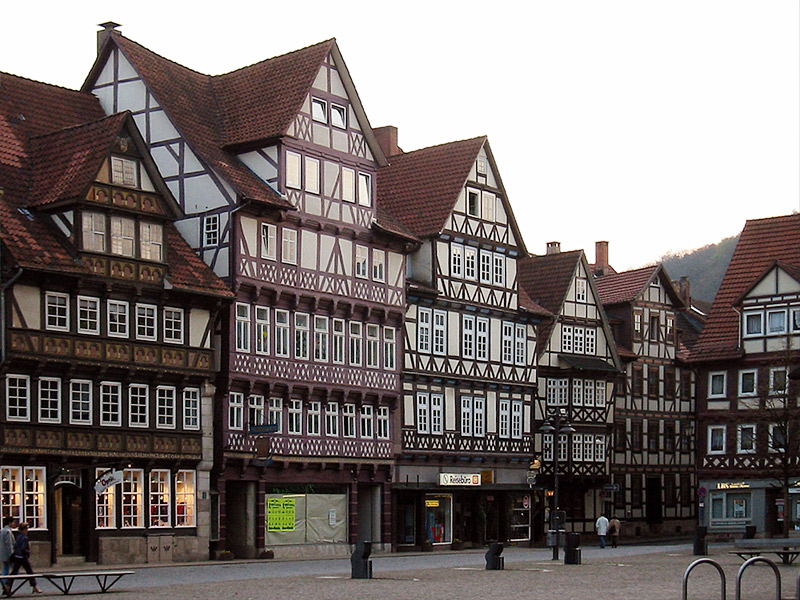
Fachwerkensemble am Kirchplatz
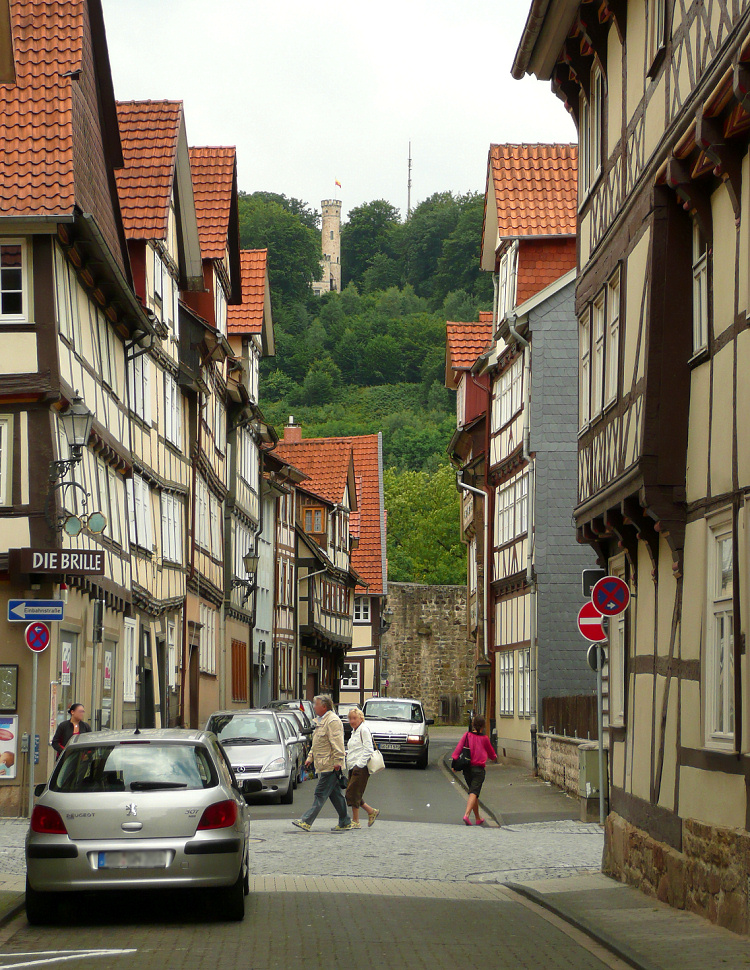
Straßenbild in der Altstadt mit Blick hoch zur Tillyschanze
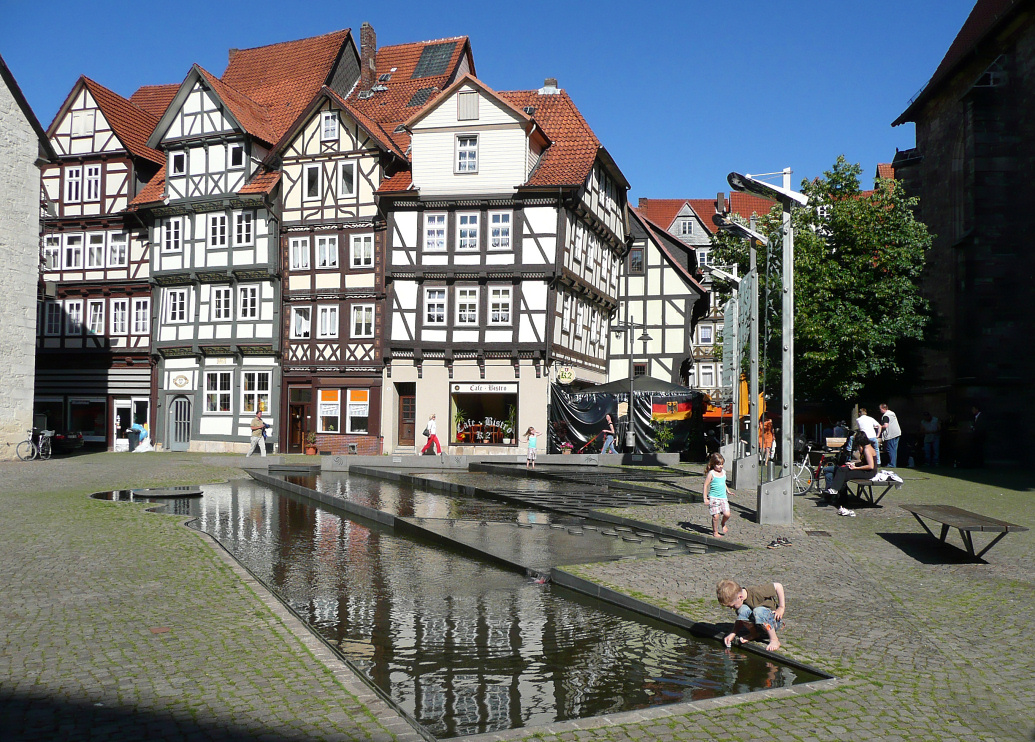
Wasserbecken des Projektes Wasserspuren am Kirchplatz

Die Altstadt ist reich an restaurierten Fachwerkhäusern. Der Gesamtbestand beläuft sich auf etwa 700 Fachwerkgebäude und Bauten der Weserrenaissance. Darüber hinaus gibt es mit der St.-Blasius-Kirche und der St.-Aegidien-Kirche zwei mittelalterliche Kirchen. Bedeutende Bauten der sogenannten Weserrenaissance sind das Welfenschloss Münden und das historische Rathaus.

#### Rathaus

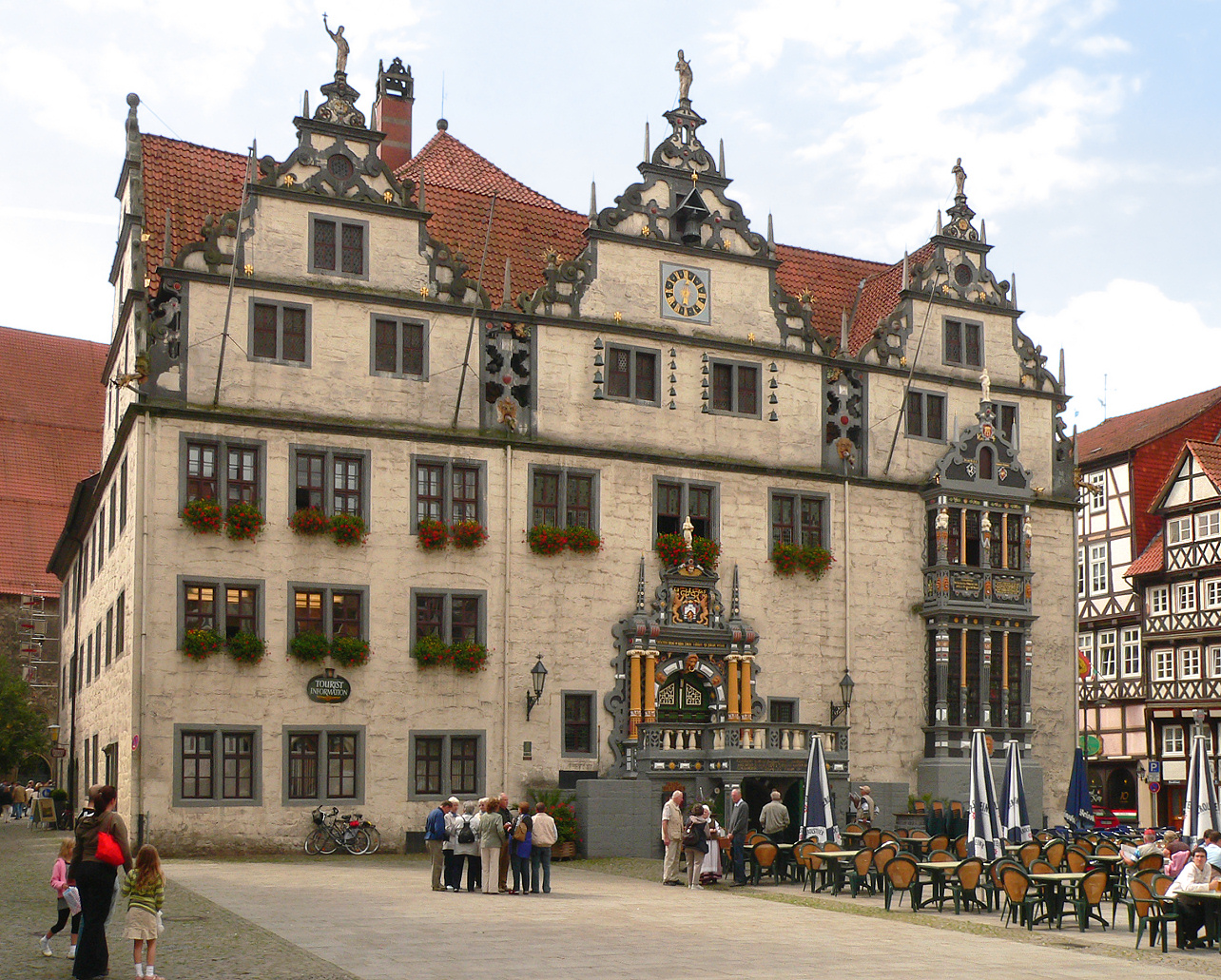
Rathaus Münden im Stil der Weserrenaissance

Im Zentrum des Stadtkerns befindet sich das Rathaus, dessen Kern ein gotischer Saalbau aus dem 14. Jahrhundert bildet. In den Jahren 1603 bis 1618 wurde das Gebäude durch den Lemgoer Baumeister Georg Crossmann umgebaut und erhielt seine bis heute erhaltene Schmuckfassade. Vom Mittelalter bis heute dient das Gebäude als Sitz von Stadtrat und (Teilen der) Stadtverwaltung. Die untere Rathaushalle (Koph-Hus) ist mit Wandmalereien geschmückt, die Auszüge aus der Stadtgeschichte zeigen. Die obere Rathaushalle (Hochtiedshusaquo = Hochzeitshaus) wird heute zur Durchführung von Ausstellungen genutzt. An der nördlichen Fassade befindet sich ein Glockenspiel, welches täglich um 12:00, 15:00 und 17:00 Uhr einen Figurenumlauf mit Szenen aus dem Leben des Handwerkschirurgen Doktor Eisenbarth zeigt.

#### St.-Blasius-Kirche

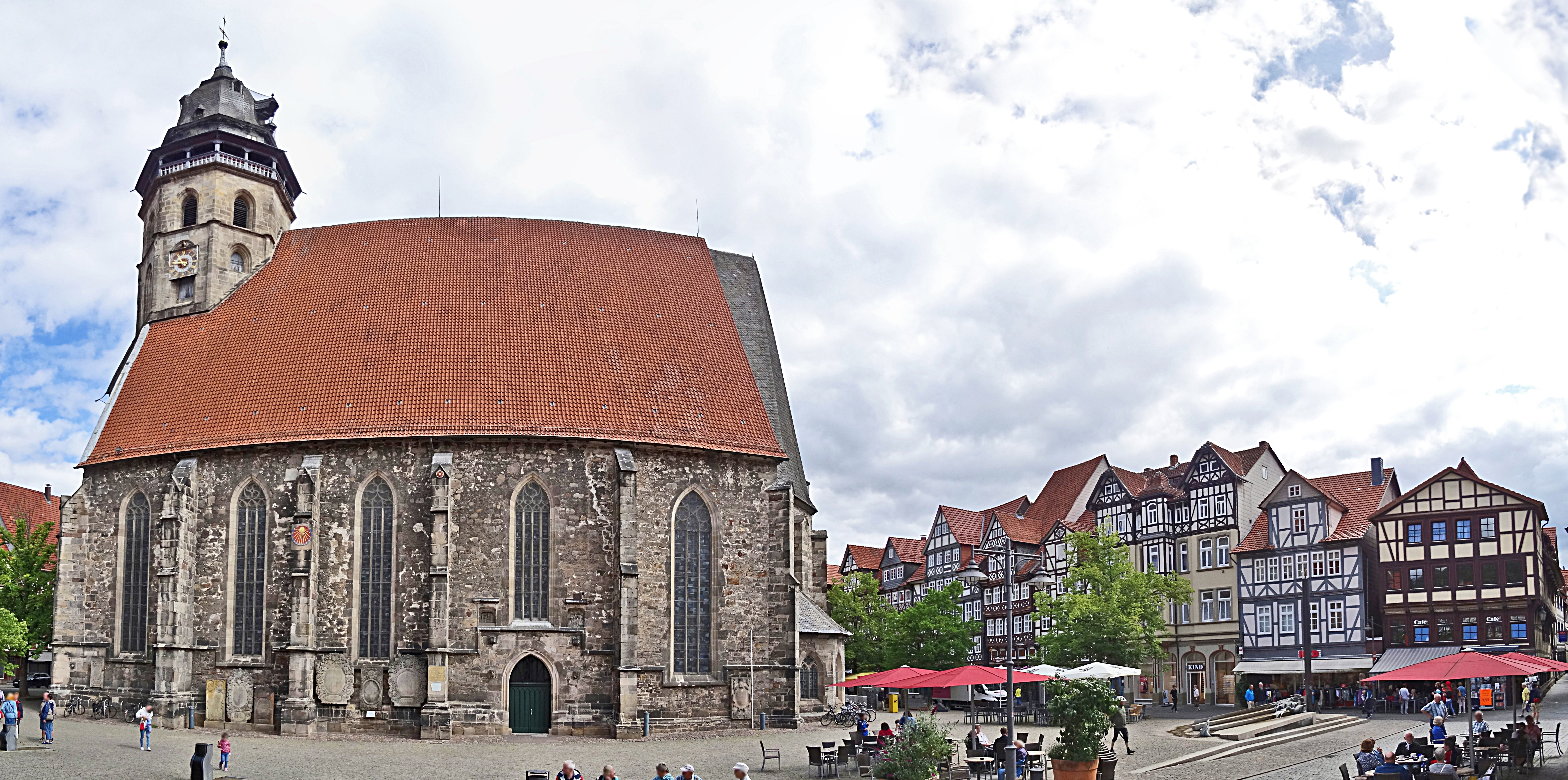
St.-Blasius-Kirche und Kirchplatz

Die Blasiuskirche ist eine dreischiffige, gotische Hallenkirche im Zentrum der Altstadt. Der Baubeginn war Ende des 13. Jahrhunderts, errichtet wurde sie auf den Grundmauern einer Basilika im romanischen Baustil. Über mehrere Bauphasen zog sich der Bau bis 1584 hin, als der mit einer welschen Haube gedeckte Turm fertiggestellt wurde. Wie Ausgrabungen 1999 ergaben, war die Kirche von einem Friedhof umgeben, der eine Fläche von 2500 m² einnahm. Er war mit einer Mauer von bis zu 1,4 m Stärke eingefasst, die bereits um 1200 entstand und um 1780 abgerissen wurde. Bereits bevor der romanischen Basilika standen zwei weitere Vorgängerbauten auf dem Platz der Blasiuskirche. Um 900 bis 1000 wurde eine quadratische Turmkapelle zwischen den Chorstufen und dem ersten Pfeilerpaar der heutigen Kirche errichtet. Um 1125 war eine frühromanische Kirche vorhanden, ein Fenster dieses Gotteshauses ist im Fußboden der Blasiuskirche angegeben.

#### St.-Aegidien-Kirche
Die zweite, sehr viel kleinere mittelalterliche Altstadtkirche St. Aegidien, im Dreißigjährigen Krieg zerstört und ab 1684 wiederhergestellt, wurde 2008 entwidmet und beherbergte von 2010 bis 2018 das Café Aegidius.

#### Kirchenruine St. Laurentius

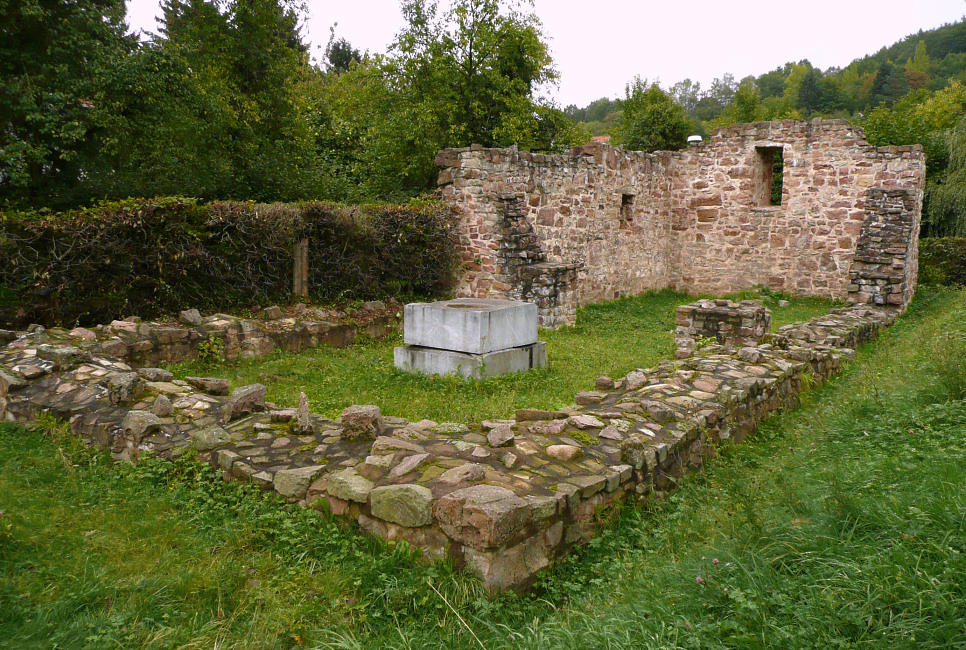
Mauerreste der Kirchenruine St. Laurentius

Die Kirchenruine St. Laurentius aus der Zeit des 11. bis 13. Jahrhunderts liegt im Stadtteil Altmünden. Die Kirche war das Gotteshaus von Gimundi, einer Vorläufersiedlung von Münden. Wegen seiner mächtigen Mauern wird der Bau in der Anfangszeit als Wehrkirche angesehen. Die Kirche wurde im Dreißigjährigen Krieg abgebrochen, ihre Reste wurden 1996 ausgegraben.

#### St.-Elisabeth-Kirche
Die katholische St.-Elisabeth-Kirche wurde 1887–1889 im neuromanischen Stil erbaut.

#### Historische Packhöfe

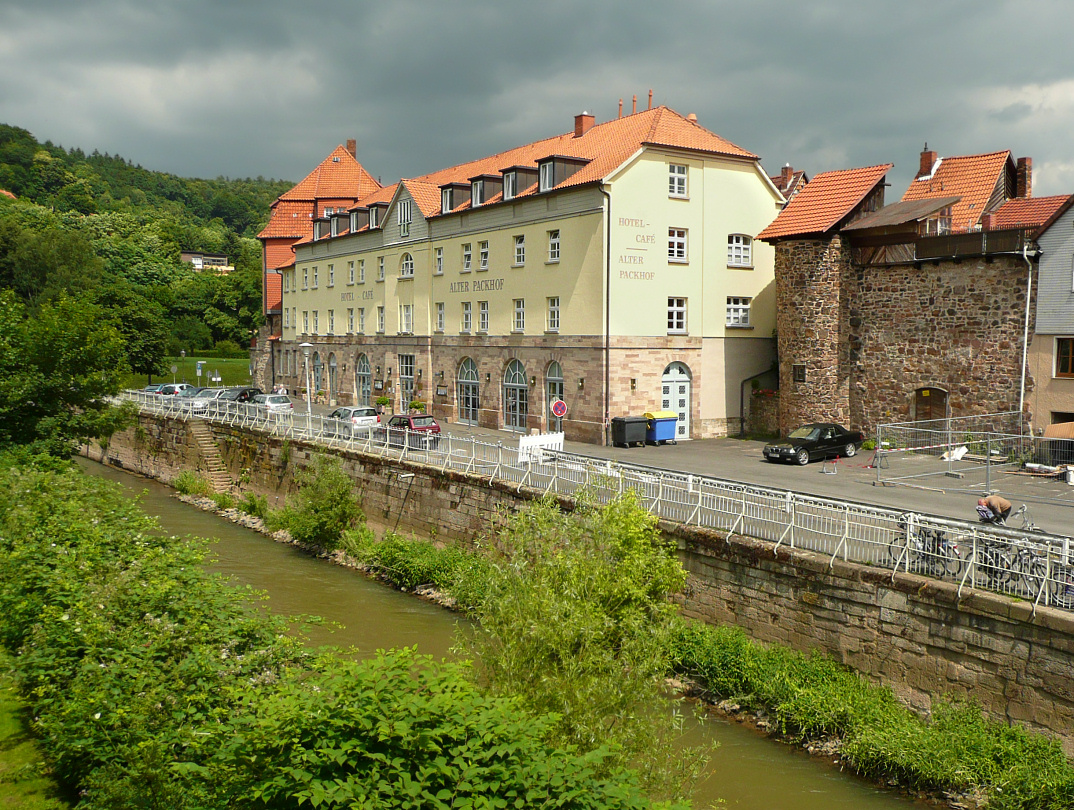
Alter Packhof an der Bremer Schlagd und Stadtmauerrest

An der Spitze der Schlagden, die dem Umschlag von Waren auf den Schifffahrtswegen Werra, Fulda und Weser dienten, befinden sich zwei frühere Packhofgebäude. Der Packhof an der Wanfrieder Schlagd ist ein klassizistisches Gebäude, das 1839/1840 errichtet wurde. Es hebt sich durch seine Größe und seine im Vergleich zu den verzierten Fachwerkhäusern schlichte Fassade hervor und beherbergt heute Ausstellungsflächen. Im Alten Packhof an der Bremer Schlagd ist heute ein Hotel untergebracht.

#### Welfenschloss

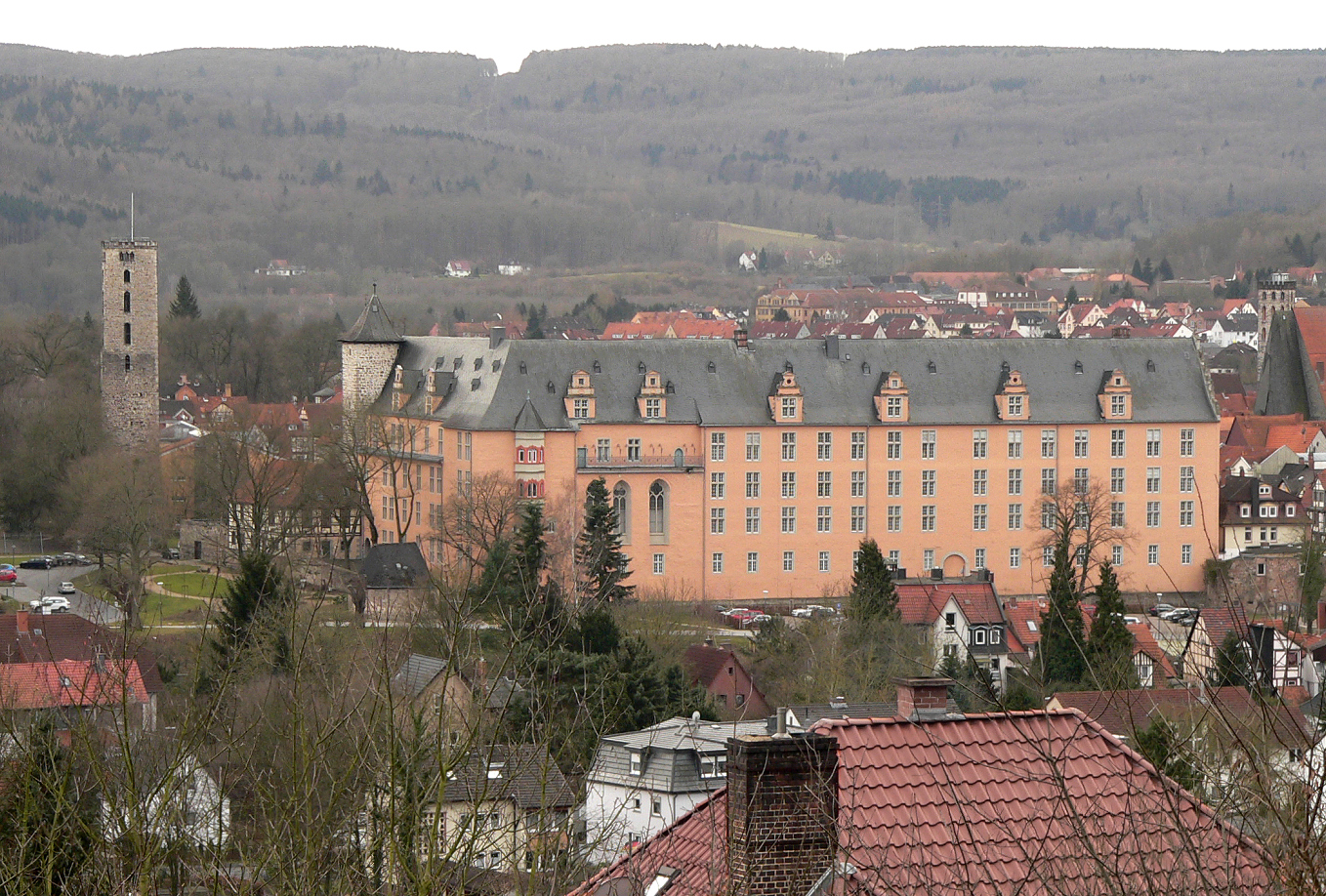
Welfenschloss Münden

Das Welfenschloss Münden wurde 1501 durch Herzog Erich I. als gotischer Bau errichtet. Es handelte sich um ein Residenzschloss mit Verwaltungssitz. Nach fast vollständiger Vernichtung bei einem Brand im Jahr 1560 baute Herzog Erich II. das Schloss im Stil der frühen Weserrenaissance wieder auf. Später verlor das Welfenschloss an Bedeutung und wurde nur noch vereinzelt als Aufenthaltsort der Landesherren genutzt. Ein erneuter Brand 1849 zerstörte den Südflügel, der nicht wieder aufgebaut wurde. Erhalten aus der Zeit der Welfen sind im heutigen Schlossbau zwei Renaissancegemächer mit flächendeckenden Wandmalereien. Das Schloss beherbergt heute das Stadtarchiv, die Stadtbücherei, das Amtsgericht Hann. Münden und das Städtische Museum.

#### Stadtbefestigung
Einige Partien der mittelalterlichen Stadtmauer der Stadtbefestigung Münden einschließlich ihrer Mauertürme sind erhalten. Die Mauer entstand bereits bei der Stadtgründung im 12. Jahrhundert. Im 15. Jahrhundert erfolgte eine Modernisierung, unter anderem mit Vorbauten für Kanonen. Im 19. Jahrhundert wurde die steinerne Befestigung in großen Teilen abgerissen. Bei einer Ausgrabung eines 90 m langen Teilstücks 1997 wurde eine Mauerstärke von 1,80 m festgestellt.

#### Rotunde
Bei der Rotunde handelt es sich um ein Stadttor der Stadtbefestigung Münden. Mit dem Bau wurde 1502 unter Herzog Erich I. begonnen, die Fertigstellung erfolgte 1579 unter Erich II. Heute befindet sich im Inneren des Gebäudes eine Gedenkstätte für die Gefallenen der Weltkriege und an der Südseite eine Gedenkstätte für die Opfer der Gewalt des Nationalsozialismus.

#### Alte Werrabrücke

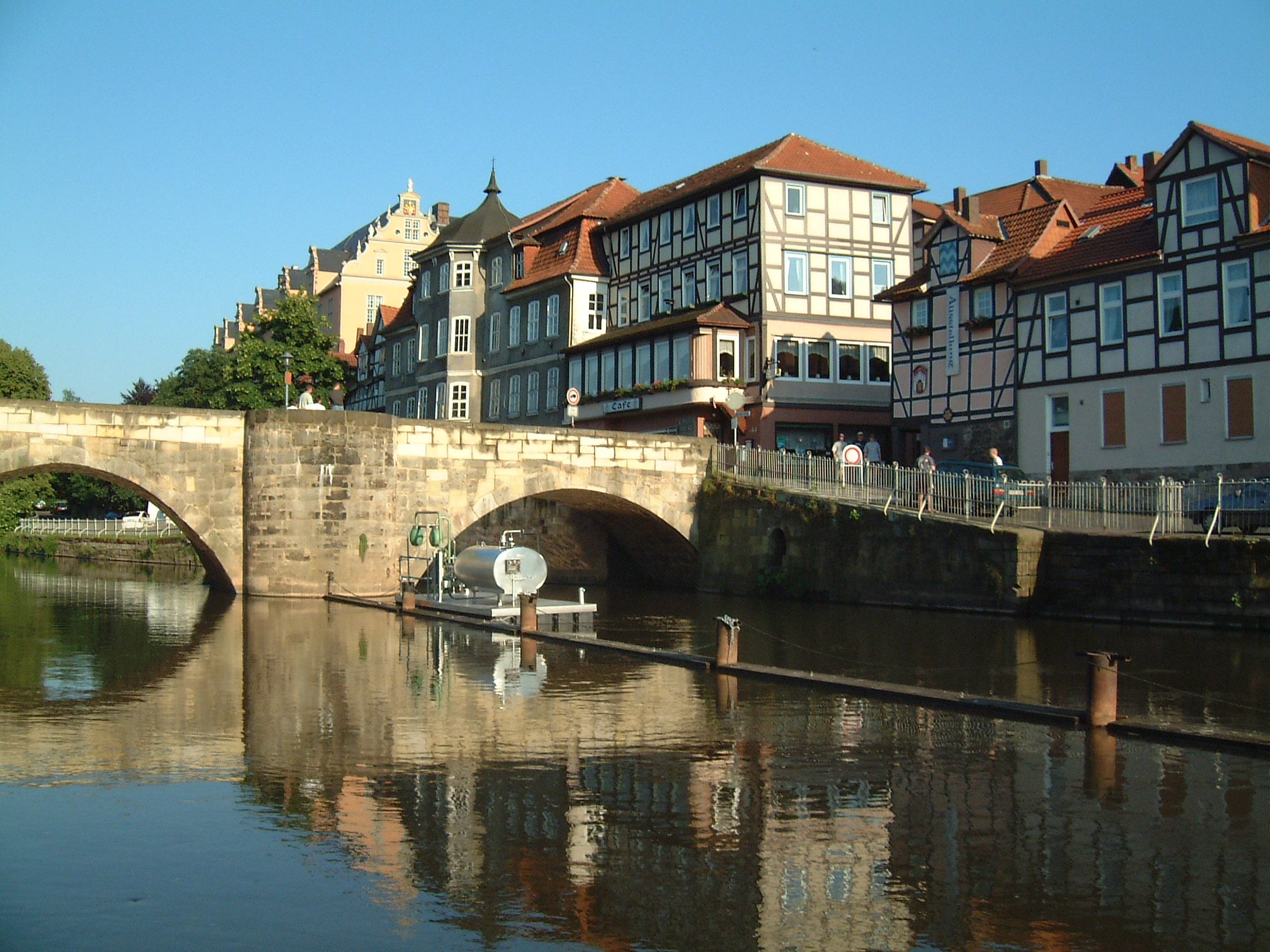
Alte Werrabrücke mit Wanfrieder Schlagd

Die Alte Werrabrücke verbindet den Stadtkern mit der Blume. Sie wurde vor 1329 erbaut. Von der einstigen Steinbrücke sind noch 5 Jochbögen im Original erhalten, im 19. Jahrhundert wurden zwei weitere der Brücke hinzugefügt.

#### Weserstein

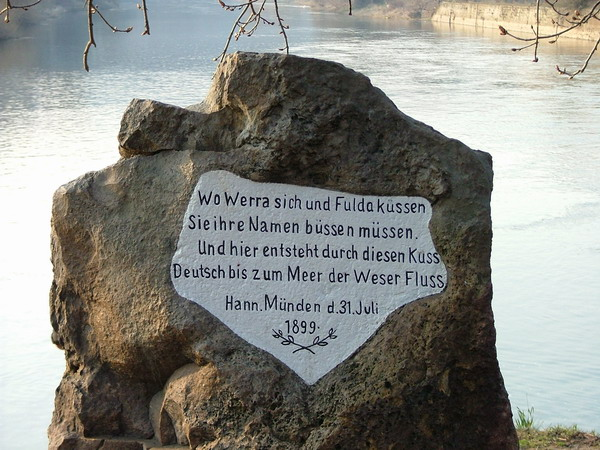
Weserstein

Auf der Spitze des Tanzwerders, am Zusammenfluss von Werra und Fulda, befindet sich ein als Weserstein bezeichneter und mit einem Gedicht versehener Stein (Findling).

#### Tillyschanze

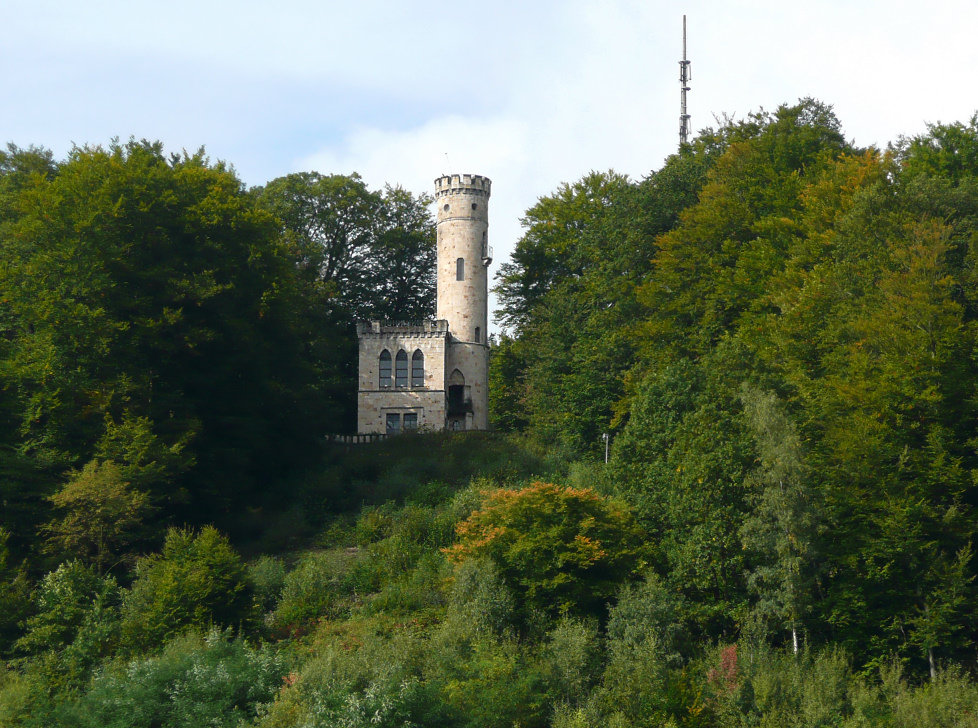
Tillyschanze

Die Tillyschanze wurde 1881 bis 1885 als Erinnerung an die Belagerung Mündens durch den Feldherrn Johann t’Serclaes von Tilly 1626 errichtet. Es ist ein Aussichtsturm im Reinhardswald oberhalb der Stadt. Neuere Forschungen belegen, dass Tilly seine Kanonen nicht an dieser Stelle, sondern unterhalb am Fuldaufer aufgestellt hatte. Seit 2010 wird der Turm durch einen Verein und durch Spenden instand gesetzt. 1,4 km nordnordwestlich davon liegt nordwestlich von Altmünden der sagenumwobene „Freyastein“.

#### Weserliedanlage

Weserliedanlage

Die Weserliedanlage steht am Hang oberhalb von Hann. Münden und dem Weserstein auf der rechten Flussseite der hier beginnenden Weser. Erinnert wird an den Dichter des Weserliedes, Franz von Dingelstedt, und den Komponisten des Liedes, Gustav Pressel. Von der Weserliedanlage bietet sich ein weiter Blick über das Stadtgebiet.

#### Freilichtbühne

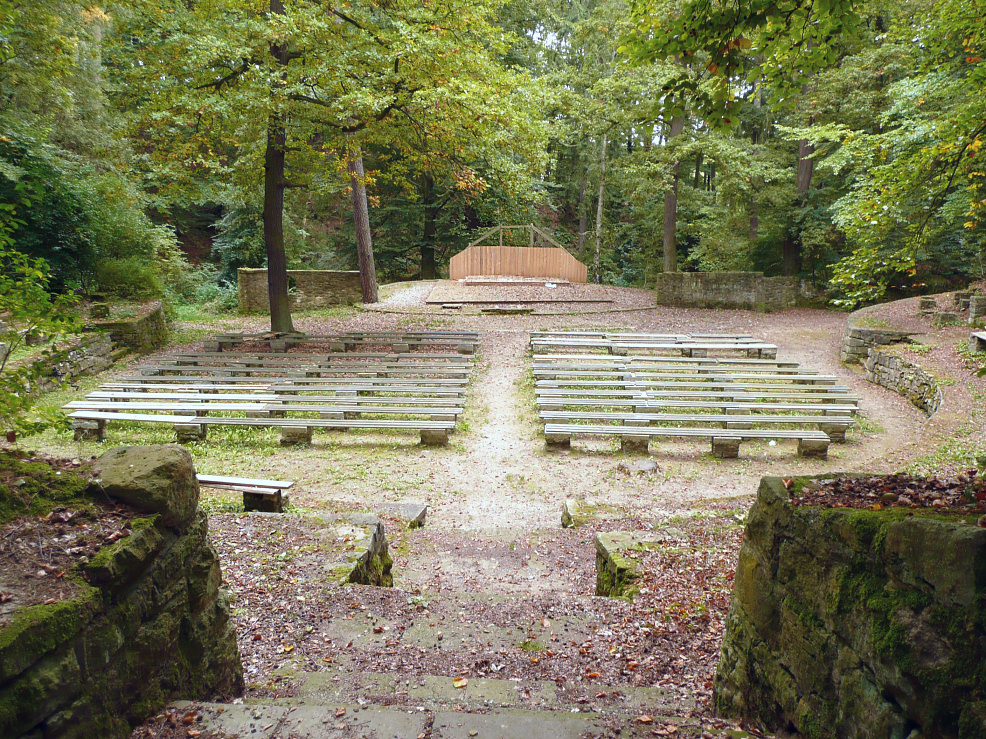
Freilichtbühne am Kattenbühl

Die Freilichtbühne liegt am Kattenbühl auf dem Tannenkamp mitten im Wald und bietet Raum für etwa 300 Zuschauer. 1929 wurde der Bau der Anlage in einem Steinbruch der Försterei Königshof beschlossen und im Wesentlichen 1932 vom Freiwilligen Arbeitsdienst (seit 1931 öffentlich gefördertes Beschäftigungsprogramm der Weimarer Republik) durchgeführt. Die Einweihung erfolgte Pfingsten 1933. Der örtliche Verein „Die Spielbühne e. V.“ hat die seit Jahrzehnten nur noch sporadisch genutzte Bühne 2005 in Grundzügen renoviert und plant, einen geregelten Spielbetrieb in den Sommermonaten aufzunehmen. Seit Sommer 2012 besteht der „Förderverein zum Erhalt und zur Wiederherstellung der historischen Freilichtbühne am Kattenbühl e. V.“, der zusammen mit obigem Verein für den Erhalt der Freilichtbühne sorgt.

#### Forstbotanischer Garten

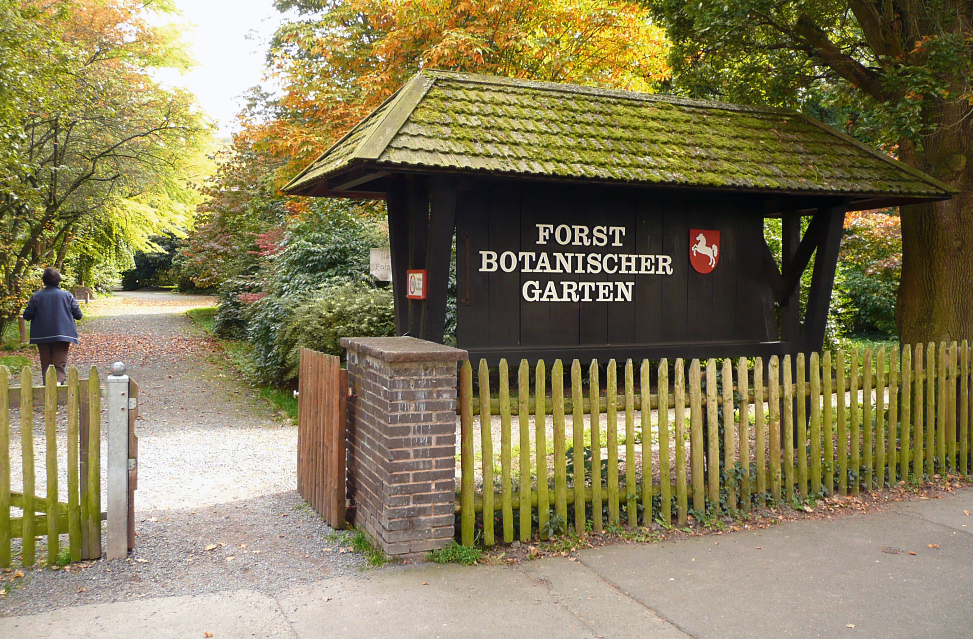
Eingang des Forstbotanischen Gartens

In dem zwar kleinen, aber artenreichen botanischen Garten befinden sich über 700 unterschiedliche Gehölzarten und -formen, die täglich besichtigt werden können. Der heute als Naturdenkmal ausgewiesene Garten entstand ab 1870 als Forstbotanischer Garten der Königlich Preußischen Forstakademie Hannoversch Münden.

#### Städtischer Friedhof Neumünden
Der Städtische Friedhof Neumünden ist ein historischer Friedhof. Er enthält historische Grabsteine und ein Gräberfeld für deutsche und ausländische Kriegstote. Der Friedhof besitzt im westlichen Teil einen parkähnlichen Charakter mit einem alten Baumbestand und einer historischen Kapelle.

#### Wasserspuren

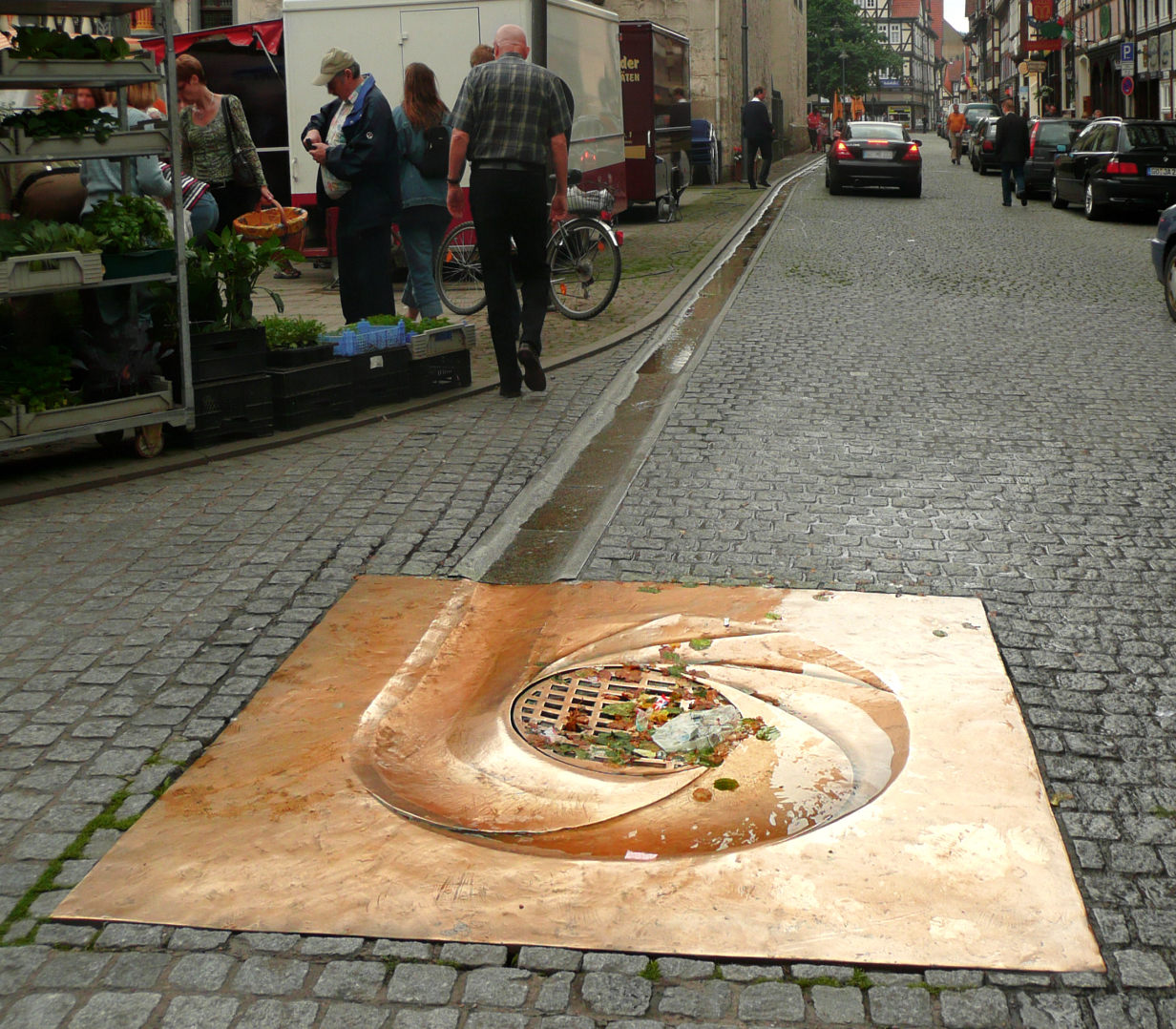
EXPO-Projekt Wasserspuren mit offenem Wasserlauf und Abfluss auf der Straße

Das Kunstprojekt Wasserspuren – Wasser sichtbar machen entstand im Rahmen der Expo 2000. Es findet Ausdruck in einer offenen Beeke in der Ziegelstraße, in Brunnen und einem Wasserspielplatz. Ergänzt werden diese Installationen durch den Expo-Themenpfad Wasser auf dem Doktorwerder, einer kleinen Flussinsel in der Werra. In den umgestalteten Bereichen in der Innenstadt erfolgten 1999 archäologische Rettungsgrabungen. Dabei wurden Entwässerungskanäle und -gräben gefunden, mit denen früher das Regen- und auch Hochwasser aus der Stadt geleitet wurde.

### Tourismus

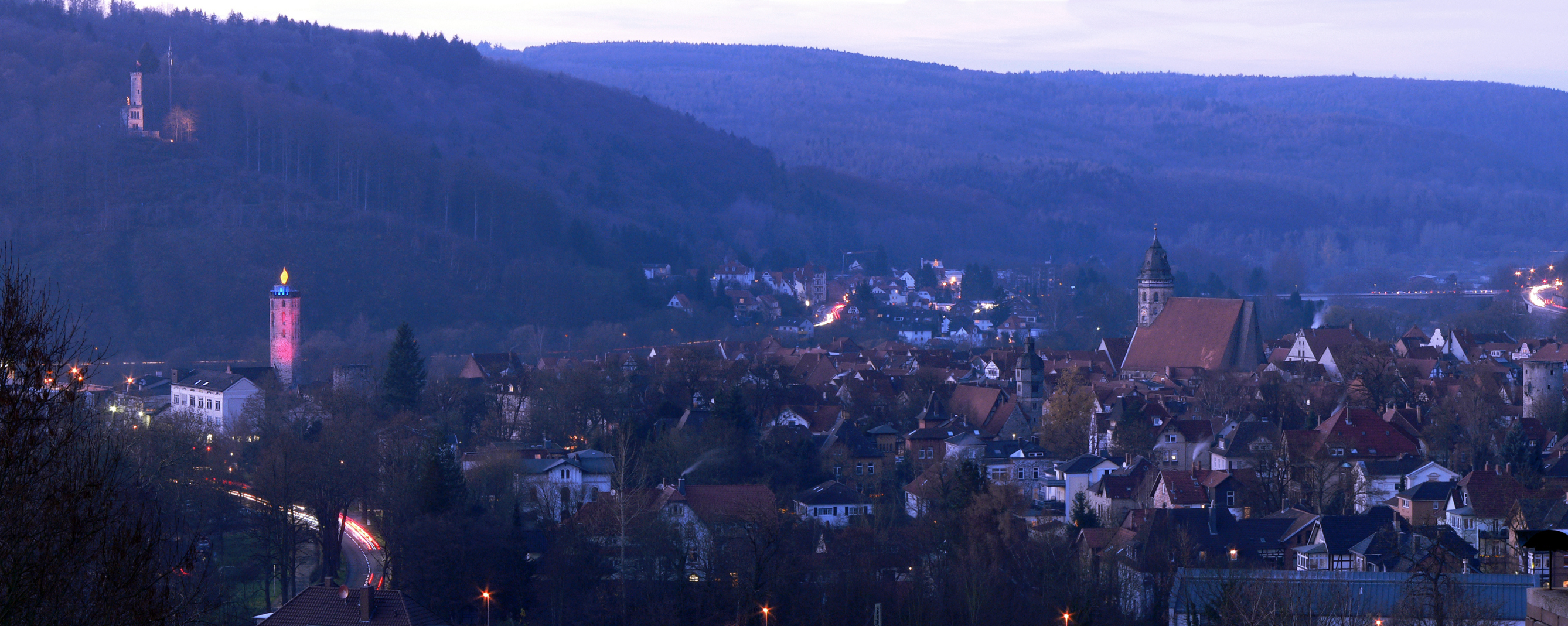
Die historische Altstadt in der Weihnachtszeit mit Tillyschanze, illuminiertem Fährenpfortenturm und Blasius-Kirche, vom Kattenbühl gesehen

Hann. Münden ist bekannt für seine historische Altstadt mit seinem geschlossenen Bestand an Fachwerkhäusern. Einen Überblick über die touristischen Möglichkeiten bietet das Tourismus-Büro, das seinen Sitz im historischen Rathaus hat. Touristische Angebote bestehen aus Schifffahrten, Stadtführungen, Kanu-, Rad- und Wandertouren in der Stadt sowie Tagestouren in die nähere Umgebung. Zudem bietet Hann. Münden den Besuchern auch sonntags die Möglichkeit, in der Altstadt einzukaufen. Dies gilt jeweils für den Zeitraum vom 15. Dezember bis zum 31. Oktober. Viele Geschäfte sind dann von 14 bis 17 Uhr geöffnet. 
Wiederkehrende Veranstaltungen sind
- Doktor-Eisenbarth-Führungen vom historischen Rathaus aus.
- Weser-Marathon, am 1. Sonntag im Mai als Regatta für Paddel- und Ruderboote über 135 km von Hann. Münden nach Hameln.
- Kunsthandwerkermarkt
- Keramik am Fluss, Töpfermarkt am Dielengraben zwischen Welfenschloss und Werra[68]
- Denkmal! Kunst – Kunst! Denkmal,[61] ein Kultur- und Kunstfestival, das seit 2007 alle zwei Jahre stattfindet.
- Herbst- und Bauernmarkt (letzter September-Sonntag)
- Weihnachtsmarkt
- Freilichtbühne am Kattenbühl[69] mit Musikveranstaltungen an Wochenenden im Sommer

Unterkünfte
Hann. Münden verfügt über mehr als 20 Hotels und Pensionen, darunter zwei Vier- und drei Drei-Sterne-Hotels. Zusätzlich werden zahlreiche Ferienhäuser und -wohnungen sowie Privatzimmer für Gäste angeboten. Neben diesen Unterkünften stehen eine Jugendherberge, ein Naturfreundehaus, drei Campingplätze und ein zentral auf dem Tanzwerder gelegener Wohnmobilstellplatz zur Verfügung.
Museen
Neben der historischen Rathaushalle mit Wandbildern zur Stadtgeschichte bestehen zudem das Städtische Museum Hann. Münden im Welfenschloss Münden und das Museum der Arbeit des Arbeitergeschichtsvereins im Fährenpfortenturm. Seit 2020 gibt es die Denkräume für Kulturgeschichte(n) als interaktive Erlebnisausstellung.
Touristische Routen
Hann. Münden liegt an verschiedenen überregionalen touristischen Routen.
- Automobil: Deutsche Märchenstraße, Deutsche Fachwerkstraße, Straße der Weserrenaissance, Deutsche Ferienroute Alpen–Ostsee
- Fahrrad: Fulda-Radweg, Werratal-Radweg, Weser-Radweg, Weser-Harz-Heide-Radfernweg
- Wanderwege: Europäischer Fernwanderweg E6, Studentenpfad (X13), Frau-Holle-Pfad (X4), Werra-Burgen-Steig (X5)

## Infrastruktur und Wirtschaft

### Verkehrsanbindungen

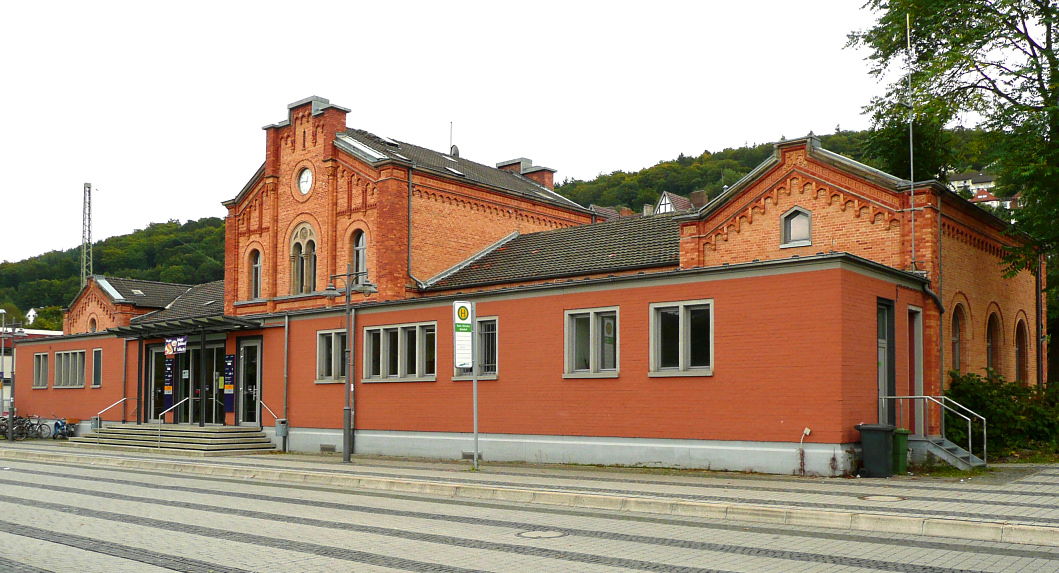
Bahnhof Hann Münden am Adam-von-Trott-zu-Solz-Platz

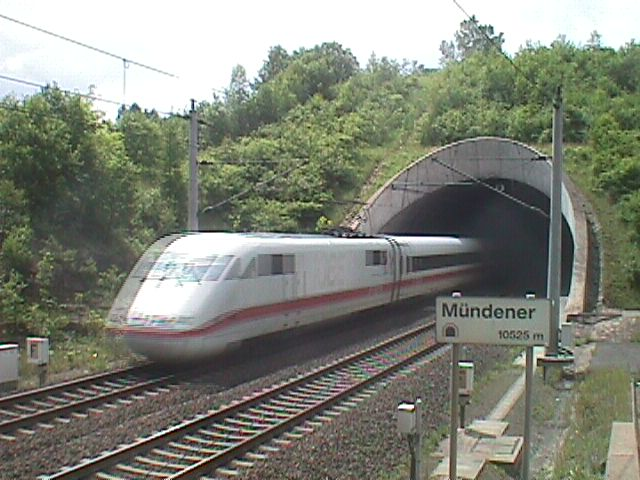
Ein ICE 1 verlässt das Nordostportal des Mündener Tunnels (1999)

Der Bahnhof Hann Münden liegt an der Hannöverschen Südbahn und der Bahnstrecke Halle–Hann. Münden.
Vom Bahnhof des Mittelzentrums Hann. Münden aus sind mit Regionalzügen die Städte Göttingen, Kassel, Halle und Erfurt zu erreichen, in denen Anschluss an das Fernverkehrsnetz der Deutschen Bahn besteht.
Die Schnellfahrstrecke Hannover–Würzburg verläuft überwiegend unterirdisch durch das Stadtgebiet; mit dem Mündener Tunnel und dem Rauhebergtunnel, die durch die Werratalbrücke Hedemünden miteinander verbunden sind, liegen die beiden längsten Tunnel in Niedersachsen im Bereich der Stadt.
In der Stadt und Umgebung sind für den örtlichen ÖPNV mehrere Buslinien eingerichtet. Diese werden u. a. von der Regionalbus Braunschweig und der Regionalverkehr Kurhessen bedient. Der Stadtbusverkehr in der Kernstadt und einigen Ortsteilen wird auf fünf Linien von den Versorgungsbetrieben Hann. Münden (VHM) bedient. Hann. Münden gehört sowohl zum Verkehrsverbund Süd-Niedersachsen (VSN) als auch zum Nordhessischen Verkehrsverbund (NVV).
Die Stadt ist über die zwei Anschlussstellen Hann. Münden/Lutterberg und Hann. Münden-Hedemünden an die A 7 angebunden und verfügt somit über eine gute Lage am übergeordneten Verkehrsnetz. Die Werratalbrücke beim Ortsteil Laubach liegt im Stadtgebiet. Außerdem liegt Hann. Münden im Schnittpunkt der Bundesstraßen 3 und 80. Des Weiteren führt die B 496 von Hann. Münden zur Anschlussstelle Lutterberg der A 7.
In der Gemeinde Calden, rund 17 km westlich von Hann. Münden gelegen, befindet sich als Regionalflughafen der Flughafen Kassel-Calden.

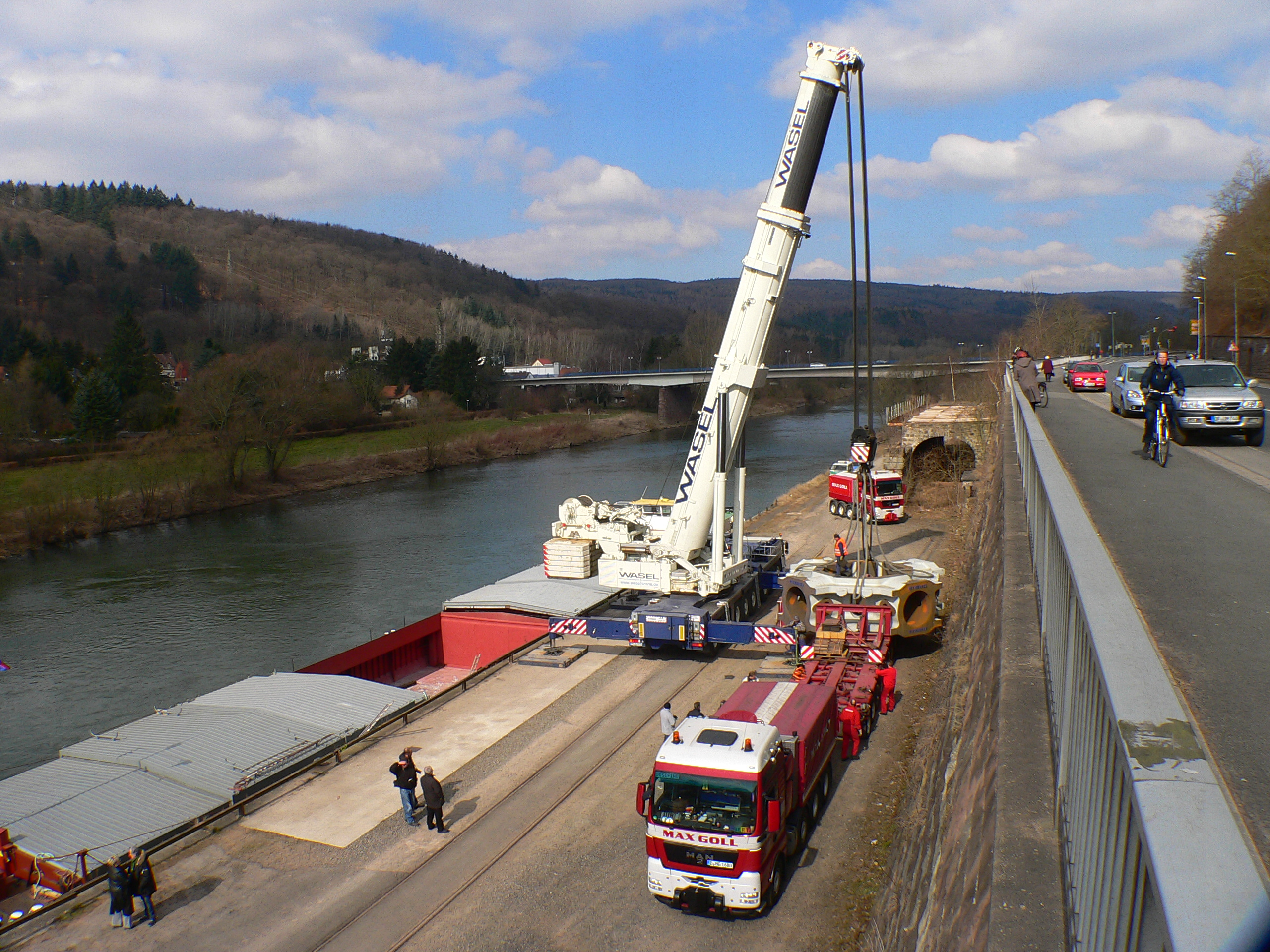
Verladung eines Eisengussteils an der Weserumschlagstelle (2013)

Hann. Münden verfügte von 1906 bis 1978 mit der Weserumschlagstelle über eine Verladestelle für die Binnenschifffahrt. Sie war von der Eisenbahn als 1,5 km langer Abzweig der Bahnstrecke Göttingen–Hann. Münden (Dransfelder Rampe) erschlossen. Nach 30 Jahren ohne Frachtaufkommen erfolgte im Juni 2008 die Reaktivierung der Weserumschlagstelle. Seitdem wurden für einen begrenzten Zeitraum bis 2017 wieder Güter von Lastkraftwagen auf Binnenschiffe und umgekehrt verladen, vorrangig schwere Maschinenteile.

### Gewerbegebiete und Gewerbeflächen
Für die großflächige Ansiedlung von Gewerbe, Industrie und Logistik stehen insgesamt drei Gewerbegebiete zur Verfügung:
- Thielebach Süd, 28,62 Hektar Gesamtfläche (6,78 ha verfügbare Fläche)
- An der Bahn, 20,84 Hektar Gesamtfläche (8,56 ha verfügbare Fläche)
- Hedemünden 2, 16,9 Hektar Gesamtfläche (13 ha verfügbare Fläche)[71]

Die Weserumschlagstelle Hann. Münden Wirtschaftsförderungs- und Stadtmarketing GmbH ist hierfür mit den Aufgaben der Gewerbegebietsvermarktung und Ansiedlungsbegleitung bis zu ihrer Umgründung betraut gewesen.
Das direkt an der Bundesautobahn 7 liegende Gewerbegebiet Hedemünden 2 wurde mit Mitteln der Europäischen Union gefördert. In einem zweiten Bauabschnitt soll das Gewerbegebiet auf eine Gesamtfläche von 27 Hektar erweitert werden.

### Unternehmen
- Aldi: Der Lebensmitteldiscounter Aldi-Nord unterhält im Ortsteil Hedemünden eine Regionalniederlassung und ein großflächiges Zentrallager.
- August Oppermann Kiesgewinnungs- und Vertriebs-GmbH (AO): Die Firma August Oppermann wurde am 10. Mai 1860 im heutigen Hann. Mündener Ortsteil Hedemünden durch August Oppermann I. als Kies- und Sandgewinnungsbetrieb gegründet und hat seitdem dort seinen Stammsitz. Die August Oppermann Kiesgewinnungs- und Vertriebs-GmbH wird mittlerweile in der fünften Generation als Familienunternehmen der Natursteinindustrie geführt und produziert in fast 30 Werken Sand, Kies, Kalkstein und Grauwacke. Im Firmenverbund werden derzeit etwa 120 Mitarbeiter beschäftigt.
- AWUKO: Das Unternehmen AWUKO ABRASIVES Wandmacher GmbH & Co. KG ist ein mittelständisches Familienunternehmen,[73] das Schleifmittel herstellt. Das 1906 gegründete Unternehmen beschäftigte 2006 rund 140 Mitarbeiter. Derzeit beschäftigt das Unternehmen ca. 170 Mitarbeiter.
- ContiTech MGW: Die Firma Mündener Gummiwerk GmbH gehört seit 2007 zum Geschäftsbereich Fluid Technology der ContiTech und entwickelt sowie fertigt Schlauchleitungen für die Fahrzeugindustrie. Das 1873 von Albert Kunth gegründete Unternehmen firmierte ab 1899 zunächst als Mündener Gummiwarenfabrik Gebr. Kunth GmbH und ab 1905 als Mündener Gummiwarenfabrik GmbH. Nach einer größeren Umstrukturierung des Gesellschafterkreises 1959 und Umbenennung in Mündener Gummiwerk GmbH wurde das Unternehmen 1986 von der Phoenix AG übernommen und gelangte 2004 damit zur Continental AG. Mit 950 Beschäftigten (Stand: 2005) war die Mündener Gummiwerk GmbH der größte Arbeitgeber der Stadt Hann. Münden.[74] Inzwischen (Stand: 2016) firmiert sie unter dem Namen ContiTech MGW GmbH als Teil der ContiTech AG. Am 25. Juni 2022 gab die Konzernleitung Pläne bekannt, das Mündener Werk 2024 zu schließen. Die Produktion soll dann nur noch im hessischen Standort Wesertal-Oedelsheim weitergeführt werden. Allerdings berichtete die HNA am 22. Juni 2023,[75] dass nunmehr genau das Gegenteil geplant sei und Oedelsheim 2025 geschlossen werde.[76]
- Eaton Fluid Power: Die Eaton Fluid Power GmbH war ein Unternehmen der Eaton Corporation. Das Werk in Hann. Münden war auf Hydraulikschläuche und -systeme spezialisiert. Das Unternehmen ging aus der Aeroquip GmbH hervor, die 1959 aus der Mündener Gummiwarenfabrik GmbH heraus als Joint Venture von deutschen und amerikanischen Gesellschaftern gegründet worden war. Die Produktion wurde am 31. März 2020 eingestellt.
- Ernst Benary Samenzucht: Die 1843 in Erfurt von Ernst Benary gegründete Ernst Benary Samenzucht GmbH wurde 1946 nach Hann. Münden verlagert. Sie ist spezialisiert auf Züchtung und Saatgutproduktion für Zierpflanzen.[77] Das Unternehmen beliefert den internationalen Großhandel in über 100 Ländern und hatte 2006 rund 270 Arbeitsplätze.
- Gemeinnütziger Bauverein in Münden eG, Wohnungsbaugenossenschaft mit 824 eigenen Wohnungen in Hann. Münden und Dransfeld sowie einer Hausverwaltung www.bauverein-muenden.de
- Haendler & Natermann: Das 1825 gegründete Unternehmen Haendler & Natermann ist ein Verpackungshersteller und als Haendler & Natermann Sport ein Hersteller von Sportgeschossen.
- Knüppel Verpackung: Das Unternehmen Knüppel Verpackung (Knüppel Verpackung GmbH & Co. KG) ist ein mittelständisches Familienunternehmen[78] und bietet Produkte und Dienstleistungen der industriellen Verpackung an. Das 1919 gegründete Unternehmen beschäftigte 2007 am Hauptsitz Hann. Münden und an fünf Filialstandorten rund 150 Mitarbeiter.
- Multi-Color Corporation (MCC): Das weltweit agierende Unternehmen ist spezialisiert auf Etikettendruck und wurde 1916 unter dem Namen Franklin Development Company gegründet.
- Metallumform GmbH: Der Automobilzulieferer wurde 1971 am Standort Hann. Münden gegründet. Heute konstruiert und fertigt die metallumform-Gruppe Präzisionsbauteile in verschiedenen umformtechnischen Verfahren: Voll- und Hohlteile, Bund- und Flanschteile sowie Verbindungselemente mit spezieller Formgebung.
- PUFAS: Das Unternehmen PUFAS (PUFAS Werk KG) ist ein mittelständisches Familienunternehmen[79] und bietet Maler-Bedarf und Renovierungsprodukte an. Das 1928 gegründete Unternehmen beschäftigte 2006 am Standort Hann. Münden rund 130 Mitarbeiter und erreichte 2005 einen Umsatz von 53 Millionen Euro.
- Werk Schröder: Im Mündener Werk Schröder wurden bis 2009 Schleifpapiere produziert, die unter der 1996 eingeführten Marke Carbo Schröder vertrieben wurden. Vor der Integration im Juli 2005 in die The Carbo Group GmbH gehörte das Schleifmittelwerk seit 1973 zur Carborundum Schleifmittelwerke GmbH in Düsseldorf, die damals das Mündener Familienunternehmen C. F. Schröder übernahm. Die Gründung des Unternehmens reicht in das Jahr 1863 zurück, als Carl Friedrich Schröder als erster deutscher Unternehmer Schleifmittel auf Unterlage in Deutschland produzierte und anbot.[80]
- Weser-Metall-Umformtechnik: Das Unternehmen Weser-Metall-Umformtechnik GmbH & Co. KG, kurz WMU, stellt Press-, Zieh- und Stanzteile sowie einbaufertige Schweißkomponenten für die Automobil- und Konsumgüterindustrie her.[81] Es wurde 1986 aus der Bokelmann KG (seit 1953) heraus gegründet und gehört seit 1999 zur Production Division der Edag. Die WMU erzielte 2006 mit 200 Mitarbeitern rund 48 Millionen Euro Umsatz. Seit 2012 ist die WMU Teil der Sungwoo Hitech. Der südkoreanische Hersteller von Komponenten für die Automobilindustrie besteht seit 1977. Er ist international aufgestellt, zählt knapp 14.000 Beschäftigte und erwirtschaftet einen jährlichen Umsatz von rund 2,8 Mrd. US-Dollar (2,2 Mrd. Euro).
- Wessels und Müller Logistikzentrum: Das Unternehmen Wessels und Müller (WM SE) gehört zu den führenden Unternehmen im Handel mit Kfz-Teilen und -Zubehör, Werkzeugen und Werkstattausrüstung in Europa. Im Hann. Mündener Ortsteil Hedemünden wird ein Logistikzentrum unterhalten, welches das Zentrallager ist.[82][83]

### Überörtliche Einrichtungen
- Berufsbildende Schulen Münden[84][85]
- Grotefend-Gymnasium Münden für den Schulbezirk des ehemaligen Landkreises Münden[86]
- Klinikum Hann. Münden, Krankenhaus der Grundversorgung sowie Transplantationszentrum (ehem. Nephrologisches Zentrum Niedersachsen, Fachklinik für Innere Medizin/Nephrologie, Urologie und Nierentransplantation)[87]
- Logistik Zentrum Niedersachsen, Ausstatter norddeutscher Polizei- und Justizbehörden sowie niedersächsischer Landesbehörden (angrenzend an die Polizeiakademie)[88]
- Nordwestdeutsche Forstliche Versuchsanstalt (NW-FVA), Abteilung Waldgenressourcen (ehemalige Hessische Forstliche Versuchsanstalt Hann. Münden)[89]
- Polizeiakademie Niedersachsen (Zweigstelle)[90]
- Wasserstraßen- und Schifffahrtsamt Hann. Münden

### Pressegeschichte

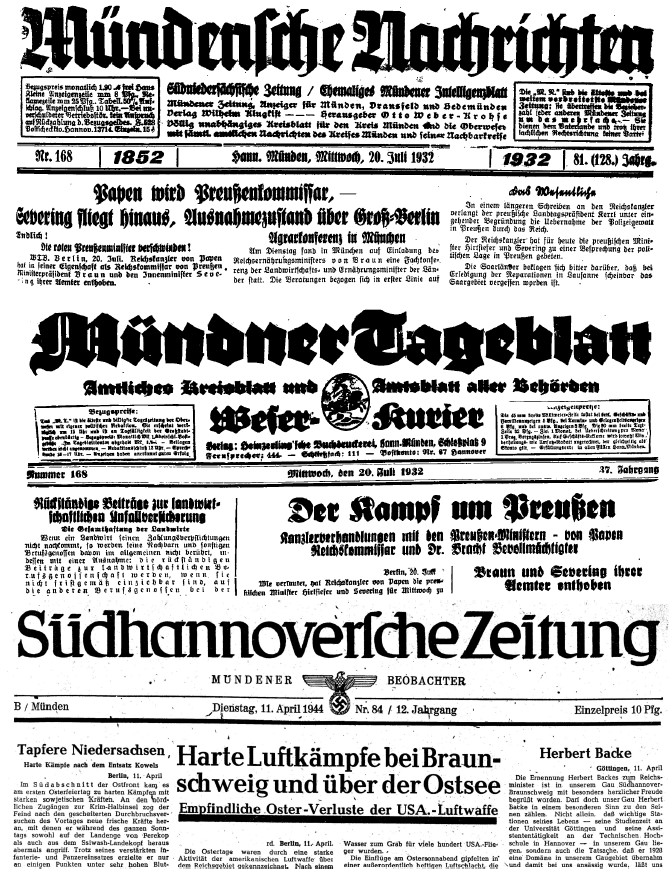
Kopfzeilen historischer Mündener Tageszeitungen

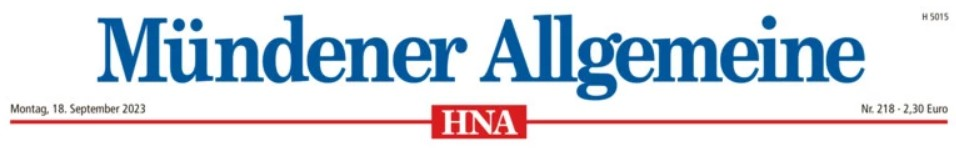
Kopfzeile der Mündener Allgemeinen

1852 wurden vom Druckereibesitzer Wilhelm Klugkist die Mündenschen Nachrichten gegründet.
Sein Sohn, Fritz Klugkist, der den Verlag 1896 übernahm, machte das Blatt zur führenden Tageszeitung der Stadt. Während der Weimarer Republik existierte in Hann. Münden eine breite und politisch ausdifferenzierte Presselandschaft. Sie bestand aus den
völkisch-nationalen Mündenschen Nachrichten, dem auflagenstarken liberalen Mündner Tageblatt, dem von den Sozialdemokraten herausgegebenen Mündener Volksblatt sowie der kommunistischen Roten Latüchte. Im Rahmen der Gleichschaltung der Presse durch die Nationalsozialisten wurden das Mündener Volksblatt und die Rote Latüchte 1933 verboten. Nach dem Ende des Zweiten Weltkriegs erschienen unter alliierter Besatzung 1948 im Ort sieben regionale Tageszeitungen mit Mündener Lokalteilen. Anfang der 1970er Jahre wurde der südniedersächsische (und damit auch der Mündener) Zeitungsmarkt von zwei konkurrierenden Verlagsgruppen beherrscht: dem Kasseler Dierichs Verlag & Co. und dem hannoverschen Madsack Verlag. 1975 erfolgte die letzte „verlegerische Flurbereinigung“, mit der sich HAZ und HNA ihre bis heute gültigen verlegerischen Monopole in Südniedersachsen sichern konnten. Seither existiert auf dem Gebiet der Stadt Hann. Münden als einzige Tageszeitung die Mündener Allgemeine im Mantel der Kasseler HNA.

## Persönlichkeiten
In alphabetischer Reihenfolge der Nachnamen
- Bernhard Baule (1891–1976), Mathematiker
- Maik Stephan Behrendt (* 1980), Schauspieler und Medienökonom
- Alexander von Berckefeldt (1830–1909), preußischer Offizier und Bürgermeister
- Karl Graf von Berlepsch (1882–1955), Schriftsteller und Lyriker
- Carl Julius Blumenhagen (1789–1870), Ehrenbürger von Münden
- Lasse Bödefeld (* 1999), Eishockeyspieler
- Elisabeth von Brandenburg (1510–1558), setzte als Frau von Erich I. (Braunschweig-Calenberg-Göttingen) von ihrer Leibzucht Münden aus die Reformation in Südniedersachsen durch
- Karl Brethauer (1906–1992), Germanist, Archivar im Einsatzstab Reichsleiter Rosenberg, Heimatforscher, 1982 Ehrenring der Stadt Hann. Münden, am 15. März 2012 aberkannt[91]
- Heinrich Christian Burckhardt (1811–1879), Forstwissenschaftler und von 1844 bis 1849 erster Lehrer der Forstschule Münden, Ehrenbürger von Münden
- Ludolph Büsinck (1599–1669), Zollverwalter von Münden, Holzschneider und Maler
- Otto Friedrich August Busse (1822–1883), deutsch-dänischer Obermaschinenmeister
- Alfred Cammann (1909–2008), Gymnasiallehrer und Schriftsteller
- Leopold Chalupa (1927–2021), General a. D., 1957–1961 im Mündener Pionier-Bataillon, 1983–1987 Oberbefehlshaber der NATO-Streitkräfte Europa-Mitte
- Johann Dederoth, auch Johannes von Münden (?–1439), Benediktinermönch
- Ludwig Denecke (1905–1996), Germanist und Handschriftenbibliothekar
- Hugo Fritz Dertz (1873–1965), Abgeordneter des Provinziallandtages der Provinz Hessen-Nassau
- Otto Dunkelberg (1900–1964), Organist und Komponist
- Philipp Paul Theodor Dürr (1793–1875), Mediziner
- Gustav Eberlein (1847–1926), Bildhauer mit Wohnsitz und Atelier in Münden.
- Ernst Jacob Freiherr von Eckardstein (1742–1803), Großgrundbesitzer und preußischer Kammerherr
- Johann Andreas Eisenbarth (1663–1727), Handwerkschirurg, Wundarzt und Starstecher
- Albert Fiege (1921–2016), Politiker (SPD) und ehemaliger ehrenamtlicher Bürgermeister
- Günter Franzen (* 1947), Gruppenanalytiker und Schriftsteller
- Hans Joachim Fröhlich (1923–2008), Forstwissenschaftler
- Friedrich von Gerstein-Hohenstein (1814–1891), preußischer Generalleutnant
- Moritz von Gerstein-Hohenstein (1815–1875), preußischer Generalmajor
- Hanno Gerwin (* 1953), Journalist
- Vanessa Grimm (* 1997), Leichtathletin
- Georg Friedrich Grotefend (1775–1853), Lehrer und Wissenschaftler, Entzifferer der Keilschrift
- Sven Gösmann (* 1966), Journalist
- Theophilus Andreas Hagemann (1661–1742), Theologe und Superintendent in Hann. Münden
- Niklas Hartmann (* 1989), Fußballspieler
- Karl Hasel (1909–2001), Forstwissenschaftler, lehrte 1964–1970 in Münden
- Alfred Hesse (1889–1955), Maler und Grafiker
- Arnold Hildebrand (1808–1884), Apotheker, Bergkommissar, Politiker und Senator
- Karl Richard Hornberger (1849–1918), Mineraloge
- Christoph Hüpeden (1578–1666), Jurist und Kommunalpolitiker
- Niclas Huschenbeth (* 1992), Schachgroßmeister
- Philipp Eduard Huschke (1801–1886), Jurist
- Caspar Huxer (1552–1628), Münzmeister
- Christian Kalkbrenner (1755–1806), Chordirektor und Komponist
- Georg Kaufmann (1842–1929), Historiker
- Hans Kellner (1912–2008), Regierungspräsident in Hildesheim
- Johannes Krabbe (1553–1616), Kartograf, Mathematiker, Astrologe, Geometer und Instrumentenbauer
- Horst Kramer (1924–2015), Forstwissenschaftler an der Forstakademie Münden
- Heinrich Kuntzen (1893–1977), Chirurg und Hochschullehrer
- Karl Laabs (1896–1979), Architekt, Gerechter unter den Völkern
- Karl-Wilhelm Lange (1933–2022), ehemaliger Stadtdirektor und Regierungspräsident in Braunschweig (SPD), Ehrenbürger Hann. Münden
- Rolf Lederbogen (1928–2012), Designer, Architekt und Hochschullehrer
- Dimitrios Linardatos (* 1984), Jurist und Universitätsprofessor
- Hartmut Lindemann (* 1953), Bratschist und Hochschulprofessor
- Adolphus Lotze (1812–1877), Pionier des Ofengeschäfts bzw. der Fabrikation von Luftheizungsapparaten in den USA
- Rudi Lotze (1921–1971), Gewerkschafter und Politiker (SPD), Mitglied des Bundestages
- Wilhelm Lotze (1800–1879), Fleischer, Wirt, Gildemeister und Historiker
- Burghard von Lüpke (* 1939), Forstwissenschaftler, studierte 1962–1964 in Münden
- Gustav Mahler (1860–1911), Komponist, dirigierte vom November 1884 bis Juli 1885 den Mündener „Chorverein“
- Emma Marwedel (1818–1893), Reformpädagogin
- Julia Mateus (* 1984), Satirikerin und Redakteurin
- Adolph Metzger (1896–1965), Geologe
- Alf Metzler (* 1951), Archäologe
- Karl Mewis (1907–1987), SED-Funktionär, Vorsitzender der Staatlichen Plankommission in der DDR
- Otto Meyer (1867–1932), Ingenieur und Manager
- Fritz Michalski (1902–1977), Politiker (SPD), Mitglied des Niedersächsischen Landtags (1947–1967)
- Hector Mithobius (1561–1647), Jurist und Kanzler des Herzogtums Lauenburg
- Burkhard Mithoff (1501–1564), Leibarzt und Hofrat des Fürstentum Calenberg
- Alexander Mitscherlich (1836–1918), Chemiker, baute die erste Zellulosefabrik der Welt nach dem Sulfit-Verfahren (1877) in Münden auf
- Waldemar Mitscherlich (1877–1961), Staatswissenschaftler
- Inka Mülder-Bach (* 1953), Literaturwissenschaftlerin und Hochschullehrerin
- Nicolaus Jacob Carl Müller (1842–1901), Botaniker, erster Direktor des Forstbotanischen Gartens
- Adolph Northen (1828–1876), Maler
- Fritz Nüßlein (1899–1984), Jagd- und Forstwissenschaftler
- Klaus Olshausen (* 1945), Generalleutnant a. D.
- Konrad Pätzold (1928–2017), Bauingenieur
- Heinrich Pforr (1880–1970), Maler
- Christina Pohl (* 1965), Journalistin, Autorin, Podcasterin und Filmemacherin
- Hermann Rappe (1929–2022), Politiker (SPD) und Gewerkschafter
- Felicitas Rauch (* 1996), Fußball-Nationalspielerin
- Lucy Redler (* 1979), Politikerin (Die Linke)
- Caspar Friedrich Renner (1692–1772), Jurist, hannoverscher Intendant, Strukturar und Stadtvogt
- Leonard Riegel (* 1983), in Hann. Münden aufgewachsener Cartoonist, Comiczeichner und Satiriker
- Wolfgang Röttger (* 1953), Mitglied des Niedersächsischen Landtags
- Axel Saipa (* 1943), Stadtdirektor, Oberkreisdirektor und Regierungspräsident (SPD)
- Emil Schering (1873–1951), Schriftsteller, Übersetzer, Herausgeber und Redakteur
- Franz Georg Ferdinand Schläger (1781–1869), Pastor; Ehrenbürger von Münden
- Ronald Schminke (* 1956), Gewerkschafter und Politiker (SPD), Mitglied des Niedersächsischen Landtags
- Peter Schnittger (* 1941), Fußballtrainer
- Reinhard Schober (1906–1998), Forstwissenschaftler an der Forstakademie Münden
- Christa Schroeder (1908–1984), Sekretärin Adolf Hitlers
- Christian Schröter, geb. Vater (* 1977), Technikphilosoph
- Oskar Schwartz (1886–1943), Offizier, zuletzt Generalmajor
- Wolfgang Senff (* 1941), in Hann. Münden lebender SPD-Politiker
- Christoph Spangenberg (1590–1648), Kaufmann und Mündener Bürgermeister
- Carl Stamm (1867–1941), jüdischer Kinderarzt, geboren in Hedemünden
- Annegret Stopczyk-Pfundstein (* 1951), Philosophin
- Bruno Strauss (1889–1969), Pädagoge, Germanist und Philosophiehistoriker
- Alexander Strehmel (* 1968), deutscher Fußballspieler und -trainer
- Leo Sympher (1854–1922), Wasserbauingenieur
- Hermann Friedrich Teichmeyer (1685–1744), Mediziner
- Bernhard Teicke (* 1966), General der Luftwaffe
- Justus Teicke (* 1960), Wasserbauingenieur und Autor
- Richard Tölle (1899–1968), Politiker (KPD), Abgeordneter des Provinziallandtages der Provinz Hessen-Nassau
- Cordula Tollmien (* 1951), in Hann. Münden lebende Historikerin und Kinderbuchautorin
- Adam von Trott zu Solz (1909–1944), Diplomat, hingerichteter Widerstandskämpfer, bestand 1927 in Münden das Abitur
- Arnold Freiherr von Vietinghoff-Riesch (1895–1962), Forstwissenschaftler und Ornithologe an der Forstakademie Münden
- Eckart Voland (* 1949), Professor für Biologie und Philosophie
- Heinrich Weißker (* 1854), deutscher Jurist, Bürgermeister von Münden und Abgeordneter
- Hanne Wieder (1925–1990), Kabarettistin, Schauspielerin, Sängerin
- Peter-Klaus Witkowski (* 1949), Generalarzt a. D.
- Georg Christian Wittstein (1810–1887), Chemiker, Botaniker und Übersetzer
- Ernst Wollweber (1898–1967), Minister für Staatssicherheit der Deutschen Demokratischen Republik
- Friedrich-Wilhelm Wulf (* 1956), Archäologe
- Heinz Detlef Wüpper (1911–1995), Bildhauer
- Ferdinand Wüstenfeld (1808–1899), Orientalist